# Ty Dolla Sign/Diskografie
Diese Diskografie ist eine Übersicht über die musikalischen Werke des US-amerikanischen Rappers und R&B-Sängers Ty Dolla Sign. Den Schallplattenauszeichnungen zufolge hat er bisher mehr als 127,1 Millionen Tonträger verkauft, davon alleine in seinem Heimatland über 93 Millionen. Seine erfolgreichste Veröffentlichung ist die Single Psycho mit über 13,8 Millionen verkauften Einheiten.

## Alben

### Studioalben
| Jahr | Titel Musiklabel                               | Höchstplatzierung, Gesamtwochen, AuszeichnungChartplatzierungen (Jahr, Titel, Musiklabel, Platzierungen, Wochen, Auszeichnungen, Anmerkungen) | Höchstplatzierung, Gesamtwochen, AuszeichnungChartplatzierungen (Jahr, Titel, Musiklabel, Platzierungen, Wochen, Auszeichnungen, Anmerkungen) | Höchstplatzierung, Gesamtwochen, AuszeichnungChartplatzierungen (Jahr, Titel, Musiklabel, Platzierungen, Wochen, Auszeichnungen, Anmerkungen) | Höchstplatzierung, Gesamtwochen, AuszeichnungChartplatzierungen (Jahr, Titel, Musiklabel, Platzierungen, Wochen, Auszeichnungen, Anmerkungen) | Höchstplatzierung, Gesamtwochen, AuszeichnungChartplatzierungen (Jahr, Titel, Musiklabel, Platzierungen, Wochen, Auszeichnungen, Anmerkungen) | Anmerkungen                                                 |
| Jahr | Titel Musiklabel                               | DE | AT | CH | UK | US | Anmerkungen                                                 |
| ---- | ---------------------------------------------- | --- | --- | --- | --- | --- | ----------------------------------------------------------- |
| 2015 | Free TC Atlantic Records (WMG)                 | — | — | — | UK93 (1 Wo.)UK | US14 Gold · (37 Wo.)US | Erstveröffentlichung: 13. November 2015 Verkäufe: + 500.000 |
| 2017 | Beach House 3 Atlantic Records (WMG)           | DE87 (1 Wo.)DE | — | — | UK53 (1 Wo.)UK | US11 Gold · (23 Wo.)US | Erstveröffentlichung: 27. Oktober 2017 Verkäufe: + 507.500  |
| 2020 | Featuring Ty Dolla Sign Atlantic Records (WMG) | — | — | CH63 (1 Wo.)CH | UK66 (1 Wo.)UK | US4 (4 Wo.)US | Erstveröffentlichung: 23. Oktober 2020 Verkäufe: + 7.500    |

### Kollaboalben
| Jahr | Titel Musiklabel                                   | Höchstplatzierung, Gesamtwochen, AuszeichnungChartplatzierungen (Jahr, Titel, Musiklabel, Platzierungen, Wochen, Auszeichnungen, Anmerkungen) | Höchstplatzierung, Gesamtwochen, AuszeichnungChartplatzierungen (Jahr, Titel, Musiklabel, Platzierungen, Wochen, Auszeichnungen, Anmerkungen) | Höchstplatzierung, Gesamtwochen, AuszeichnungChartplatzierungen (Jahr, Titel, Musiklabel, Platzierungen, Wochen, Auszeichnungen, Anmerkungen) | Höchstplatzierung, Gesamtwochen, AuszeichnungChartplatzierungen (Jahr, Titel, Musiklabel, Platzierungen, Wochen, Auszeichnungen, Anmerkungen) | Höchstplatzierung, Gesamtwochen, AuszeichnungChartplatzierungen (Jahr, Titel, Musiklabel, Platzierungen, Wochen, Auszeichnungen, Anmerkungen) | Anmerkungen                                                                      |
| Jahr | Titel Musiklabel                                   | DE | AT | CH | UK | US | Anmerkungen                                                                      |
| ---- | -------------------------------------------------- | --- | --- | --- | --- | --- | -------------------------------------------------------------------------------- |
| 2018 | Mih-Ty Atlantic Records • Def Jam Recordings (UMG) | — | — | — | — | US60 (2 Wo.)US | Erstveröffentlichung: 26. Oktober 2018 mit Jeremih                               |
| 2021 | Cheers to the Best Memories OVO Sound (WMG)        | — | — | — | — | US139 (1 Wo.)US | Erstveröffentlichung: 20. August 2021 mit Dvsn                                   |
| 2024 | Vultures 1 Yeezy Sound (YS)                        | DE1 (16 Wo.)DE | AT1 (12 Wo.)AT | CH1 (13 Wo.)CH | UK2 Silber · (9 Wo.)UK | US1 Gold · (20 Wo.)US | Erstveröffentlichung: 9. Februar 2024 Verkäufe: + 577.500; mit Kanye West als ¥$ |
| 2024 | Vultures 2 Yeezy Sound (YS)                        | DE8 (2 Wo.)DE | AT6 (3 Wo.)AT | CH2 (3 Wo.)CH | UK7 (2 Wo.)UK | US2 (… Wo.)US | Erstveröffentlichung: 3. August 2024 mit Kanye West als ¥$                       |

### Mixtapes
| Jahr | Titel Musiklabel                           | Anmerkungen                                                       |
| ---- | ------------------------------------------ | ----------------------------------------------------------------- |
| 2011 | House on the Hill Selbstverlag             | Erstveröffentlichung: 2. Mai 2011                                 |
| 2011 | Back Up Drive Vol. 1 Selbstverlag          | Erstveröffentlichung: 27. August 2011                             |
| 2011 | Young and Hungover Pu$haz Ink (Pu$haz)     | Erstveröffentlichung: 17. Juni 2011 mit Bobby Brackins & YG       |
| 2012 | Back Up Drive Vol. 2 Selbstverlag          | Erstveröffentlichung: 2012                                        |
| 2012 | Whoop! Selbstverlag                        | Erstveröffentlichung: 7. Mai 2012 mit Joe Moses                   |
| 2012 | Beach House Selbstverlag                   | Erstveröffentlichung: 1. Oktober 2012 Verkäufe: + 7.500           |
| 2013 | Beach House 2 Selbstverlag                 | Erstveröffentlichung: 1. Juni 2013                                |
| 2014 | Sign Language Taylor Gang (TG)             | Erstveröffentlichung: 25. August 2014                             |
| 2014 | Ty $ Dundridge Entertainment (DE)          | Erstveröffentlichung: 8. Dezember 2014                            |
| 2015 | Airplane Mode Selbstverlag                 | Erstveröffentlichung: 13. Oktober 2015                            |
| 2015 | Taylor Gang Dundridge Entertainment (DE)   | Erstveröffentlichung: 11. Dezember 2015 mit Juicy J & Wiz Khalifa |
| 2016 | Campaign Atlantic Records (WMG)            | Erstveröffentlichung: 23. September 2016                          |
| 2017 | 2 Taylor Gang Dundridge Entertainment (DE) | Erstveröffentlichung: 13. Januar 2017 mit Juicy J                 |
| 2019 | L.A Forever Dundridge Entertainment (DE)   | Erstveröffentlichung: 15. Januar 2019 mit YG                      |

### EPs
| Jahr | Titel Musiklabel                          | Höchstplatzierung, Gesamtwochen, AuszeichnungChartplatzierungen (Jahr, Titel, Musiklabel, Platzierungen, Wochen, Auszeichnungen, Anmerkungen) | Höchstplatzierung, Gesamtwochen, AuszeichnungChartplatzierungen (Jahr, Titel, Musiklabel, Platzierungen, Wochen, Auszeichnungen, Anmerkungen) | Höchstplatzierung, Gesamtwochen, AuszeichnungChartplatzierungen (Jahr, Titel, Musiklabel, Platzierungen, Wochen, Auszeichnungen, Anmerkungen) | Höchstplatzierung, Gesamtwochen, AuszeichnungChartplatzierungen (Jahr, Titel, Musiklabel, Platzierungen, Wochen, Auszeichnungen, Anmerkungen) | Höchstplatzierung, Gesamtwochen, AuszeichnungChartplatzierungen (Jahr, Titel, Musiklabel, Platzierungen, Wochen, Auszeichnungen, Anmerkungen) | Anmerkungen                                         |
| Jahr | Titel Musiklabel                          | DE | AT | CH | UK | US | Anmerkungen                                         |
| ---- | ----------------------------------------- | --- | --- | --- | --- | --- | --------------------------------------------------- |
| 2014 | Beach House EP Atlantic Records (WMG)     | — | — | — | — | US51 (1 Wo.)US | Erstveröffentlichung: 21. Januar 2014               |
| 2015 | Talk About It in the Morning Selbstverlag | — | — | — | — | — | Erstveröffentlichung: 31. März 2015 mit Wiz Khalifa |

## Singles

### Als Leadmusiker
| Jahr | Titel Album                                               | Höchstplatzierung, Gesamtwochen, AuszeichnungChartplatzierungen (Jahr, Titel, Album, Platzierungen, Wochen, Auszeichnungen, Anmerkungen) | Höchstplatzierung, Gesamtwochen, AuszeichnungChartplatzierungen (Jahr, Titel, Album, Platzierungen, Wochen, Auszeichnungen, Anmerkungen) | Höchstplatzierung, Gesamtwochen, AuszeichnungChartplatzierungen (Jahr, Titel, Album, Platzierungen, Wochen, Auszeichnungen, Anmerkungen) | Höchstplatzierung, Gesamtwochen, AuszeichnungChartplatzierungen (Jahr, Titel, Album, Platzierungen, Wochen, Auszeichnungen, Anmerkungen) | Höchstplatzierung, Gesamtwochen, AuszeichnungChartplatzierungen (Jahr, Titel, Album, Platzierungen, Wochen, Auszeichnungen, Anmerkungen) | Anmerkungen |
| Jahr | Titel Album                                               | DE | AT | CH | UK | US | Anmerkungen |
| --- | --------------------------------------------------------- | --- | --- | --- | --- | --- | --- |
| 2011 | All Stars House on the Hill                               | — | — | — | — | — | Erstveröffentlichung: 10. Mai 2011 feat. Joe Moses                                                                            |
| 2013 | Irie Beach House 2                                        | — | — | — | — | — | Erstveröffentlichung: 30. Juni 2013 feat. Wiz Khalifa                                                                         |
| 2013 | Paranoid Beach House EP                                   | — | — | — | UK— SilberUK | US29 ×2Doppelplatin · (20 Wo.)US | Erstveröffentlichung: 9. September 2013 Verkäufe: + 2.240.000; feat. B.o.B                                                    |
| 2014 | Or Nah Beach House EP                                     | — | — | — | UK— ×2DoppelplatinUK | US48 ×6Sechsfachplatin · (20 Wo.)US | Erstveröffentlichung: 7. Januar 2014 Verkäufe: + 7.545.000; feat. Wiz Khalifa & DJ Mustard                                    |
| 2014 | Shell Shocked Teenage Mutant Ninja Turtles (O.S.T.)       | — | — | — | — | US84 Platin · (2 Wo.)US | Erstveröffentlichung: 22. Juli 2014 Verkäufe: + 1.000.000 mit Wiz Khalifa & Juicy J feat. Kill the Noise & Madsonik           |
| 2014 | Stand For –                                               | — | — | — | — | — | Erstveröffentlichung: 17. November 2014                                                                                       |
| 2015 | Drop That Kitty –                                         | — | — | — | — | — | Erstveröffentlichung: 17. Februar 2015 feat. Charli XCX & Tinashe                                                             |
| 2015 | Only Right Free TC                                        | — | — | — | — | — | Erstveröffentlichung: 26. Mai 2015 feat. Joe Moses, TeeCee4800 & YG                                                           |
| 2015 | Blasé Free TC                                             | — | — | — | — | US63 ×2Doppelplatin · (18 Wo.)US | Erstveröffentlichung: 26. Juni 2015 Verkäufe: + 2.040.000; feat. Future & Rae Sremmurd                                        |
| 2015 | When I See Ya Free TC                                     | — | — | — | — | — | Erstveröffentlichung: 11. September 2015 feat. Fetty Wap                                                                      |
| 2015 | Saved Free TC                                             | — | — | — | — | US81 Platin · (9 Wo.)US | Erstveröffentlichung: 16. Oktober 2015 Verkäufe: + 1.055.000; feat. E-40                                                      |
| 2015 | Solid Free TC                                             | — | — | — | — | — | Erstveröffentlichung: 23. Oktober 2015 feat. Babyface                                                                         |
| 2015 | Sitting Pretty Free TC                                    | — | — | — | — | — | Erstveröffentlichung: 30. Oktober 2015 feat. Wiz Khalifa                                                                      |
| 2015 | LA Free TC                                                | — | — | — | — | — | Erstveröffentlichung: 6. November 2015 feat. Brandy & James Fauntleroy & Kendrick Lamar                                       |
| 2016 | Wavy Free TC                                              | — | — | — | UK— SilberUK | US— PlatinUS | Erstveröffentlichung: 16. Januar 2016 Verkäufe: + 1.270.000; feat. Joe Moses                                                  |
| 2016 | Campaign                                                  | — | — | — | — | — | Erstveröffentlichung: 12. Juli 2016 feat. Future                                                                              |
| 2016 | No Justice Campaign                                       | — | — | — | — | — | Erstveröffentlichung: 22. Juli 2016 feat. Big TC                                                                              |
| 2016 | Zaddy Campaign                                            | — | — | — | — | — | Erstveröffentlichung: 26. August 2016                                                                                         |
| 2016 | 3 Wayz Campaign                                           | — | — | — | — | — | Erstveröffentlichung: 2. September 2016 feat. Travis Scott                                                                    |
| 2016 | Stealing Campaign                                         | — | — | — | — | — | Erstveröffentlichung: 9. September 2016                                                                                       |
| 2016 | Back Up –                                                 | — | — | — | — | — | Erstveröffentlichung: 9. Dezember 2016 feat. 24hrs                                                                            |
| 2016 | Sucker for Pain Suicide Squad: The Album                  | DE8 Platin · (29 Wo.)DE | AT6 (26 Wo.)AT | CH16 Gold · (22 Wo.)CH | UK11 ×2Doppelplatin · (22 Wo.)UK | US15 ×3Dreifachplatin · (22 Wo.)US | Erstveröffentlichung: 24. Juni 2016 Verkäufe: + 5.283.333; mit Imagine Dragons, Wiz Khalifa, Logic, Lil Wayne & X Ambassadors |
| 2017 | Love U Better Beach House 3                               | — | — | — | — | — | Erstveröffentlichung: 12. Juli 2017 Verkäufe: + 30.000; feat. Lil Wayne & The-Dream                                           |
| 2017 | So Am I Beach House 3                                     | — | — | — | — | — | Erstveröffentlichung: 1. September 2017 feat. Damian Marley & Skrillex                                                        |
| 2017 | Ex Beach House 3                                          | — | — | — | — | US— GoldUS | Erstveröffentlichung: 6. Oktober 2017 Verkäufe: + 530.000; feat. YG                                                           |
| 2017 | Dawsin’s Breek Beach House 3                              | — | — | — | — | — | Erstveröffentlichung: 20. Oktober 2017 feat. ASAP Rocky                                                                       |
| 2017 | Darkside Bright: The Album                                | — | — | — | — | — | Erstveröffentlichung: 9. November 2017 mit Future feat. Kiiara                                                                |
| 2018 | What You Think –                                          | — | — | — | — | — | Erstveröffentlichung: 23. Februar 2018 mit Jeremih, OJ Da Juiceman & Zaytoven                                                 |
| 2018 | Pineapple Beach House 3 (Deluxe Edition)                  | — | — | — | — | US— GoldUS | Erstveröffentlichung: 30. März 2018 Verkäufe: + 500.000; feat. Gucci Mane & Quavo                                             |
| 2018 | Clout Beach House 3 (Deluxe Edition)                      | — | — | — | — | US— GoldUS | Erstveröffentlichung: 9. Mai 2018 Verkäufe: + 500.000; feat. 21 Savage                                                        |
| 2018 | The Light Mih-Ty                                          | — | — | — | — | US— GoldUS | Erstveröffentlichung: 8. Juni 2018 Verkäufe: + 500.000; mit Jeremih                                                           |
| 2018 | The Other Side Greatest Showman: Reimagined               | — | — | — | — | — | Erstveröffentlichung: 16. November 2018 mit Max Schneider                                                                     |
| 2019 | Purple Emoji –                                            | — | — | — | — | US— GoldUS | Erstveröffentlichung: 20. Mai 2019 Verkäufe: + 500.000; feat. J. Cole                                                         |
| 2019 | Hottest in the City –                                     | — | — | — | — | — | Erstveröffentlichung: 9. August 2019                                                                                          |
| 2019 | Midnight Hour –                                           | — | — | — | — | — | Erstveröffentlichung: 29. August 2019 mit Skrillex & Boys Noize                                                               |
| 2020 | Speed Me Up –                                             | — | — | — | — | — | Erstveröffentlichung: 24. Januar 2020 mit Lil Yachty & Sueco the Child                                                        |
| 2020 | Perfect Is Boring –                                       | — | — | — | — | — | Erstveröffentlichung: 24. April 2020 mit Leven Kali                                                                           |
| 2020 | Ego Death Featuring Ty Dolla Sign                         | DE92 (1 Wo.)DE | — | CH95 (1 Wo.)CH | UK34 Silber · (9 Wo.)UK | — | Erstveröffentlichung: 1. Juli 2020 Verkäufe: + 200.000; feat. FKA Twigs, Skrillex & Kanye West                                |
| 2020 | Expensive Featuring Ty Dolla Sign                         | — | — | — | — | US83 (1 Wo.)US | Erstveröffentlichung: 27. August 2020 feat. Nicki Minaj                                                                       |
| 2020 | Be Yourself –                                             | — | — | — | — | — | Erstveröffentlichung: 16. Oktober 2020 feat. Jhené Aiko & DJ Mustard                                                          |
| 2020 | Alone for Christmas Still Home for the Holidays (Sampler) | — | — | — | — | — | Erstveröffentlichung: 21. Oktober 2020 feat. Kiana Ledé                                                                       |
| 2020 | Spicy Featuring Ty Dolla Sign                             | DE92 (1 Wo.)DE | — | CH72 (1 Wo.)CH | UK71 (1 Wo.)UK | US53 (1 Wo.)US | Erstveröffentlichung: 23. Oktober 2020 feat. Post Malone                                                                      |
| 2021 | I Won Fast & Furious 9 (O.S.T.)                           | — | — | — | — | — | Erstveröffentlichung: 4. Juni 2021 mit 24kGoldn & Jack Harlow                                                                 |
| 2021 | I Believed It Cheers to the Best Memories                 | — | — | — | — | — | Erstveröffentlichung: 1. Juli 2021 mit DVSN feat. Mac Miller                                                                  |
| 2021 | Memories Cheers to the Best Memories                      | — | — | — | — | — | Erstveröffentlichung: 18. August 2021 mit DVSN                                                                                |
| 2021 | Late to the Party –                                       | — | — | — | — | — | Erstveröffentlichung: 8. Oktober 2021 mit Joyner Lucas                                                                        |
| 2022 | Champions –                                               | — | — | — | — | — | Erstveröffentlichung: 18. Februar 2022 feat. Wiz Khalifa                                                                      |
| 2022 | Rich Shit –                                               | — | — | — | — | — | Erstveröffentlichung: 26. April 2022 mit Lil Gotit & Lil Keed                                                                 |
| 2022 | My Friends –                                              | — | — | — | — | — | Erstveröffentlichung: 3. Oktober 2022 mit DJ Mustard                                                                          |
| 2022 | 2022 –                                                    | — | — | — | — | — | Erstveröffentlichung: 7. Januar 2023                                                                                          |
| 2023 | Ring Ring –                                               | — | — | — | — | — | Erstveröffentlichung: 11. Mai 2023 mit Chase B, Quavo, Travis Scott & Don Toliver                                             |
| 2023 | Motion –                                                  | — | — | — | — | — | Erstveröffentlichung: 31. Mai 2023                                                                                            |
| 2023 | Vultures Vultures 1                                       | — | — | — | — | US34 (2 Wo.)US | Erstveröffentlichung: 18. November 2023 mit Kanye West als ¥$ feat. Bump J & Lil Durk                                         |
| 2024 | Talking / Once Again Vultures 1                           | — | — | — | — | US30 (2 Wo.)US | Erstveröffentlichung: 7. Februar 2024 mit Kanye West als ¥$                                                                   |
| 2024 | Carnival Vultures 1                                       | DE13 (11 Wo.)DE | AT5 (13 Wo.)AT | CH4 (13 Wo.)CH | UK5 Gold · (… Wo.)UK | US1 ×2Doppelplatin · (19 Wo.)US | Erstveröffentlichung: 8. Februar 2024 Verkäufe: + 2.640.000; mit Kanye West als ¥$ feat. Playboi Carti & Rich the Kid         |
| 2024 | Slide Vultures 2                                          | — | — | — | UK92 (1 Wo.)UK | US88 (1 Wo.)US | Erstveröffentlichung: 2. August 2024 mit Kanye West als ¥$                                                                    |
| 2025 | Location –                                                | DE55 (12 Wo.)DE | — | CH99 (… Wo.)CH | — | — | Erstveröffentlichung: 3. Januar 2025 mit Wiz Khalifa & Zerb                                                                   |
| Folgende Lieder erschienen nicht als Single, wurden aber durch das Album zum Download und Streaming bereitgestellt und konnten somit eine Platzierung erlangen: |                                                           | | | | | | |
| |                                                           | | | | | | |
| 2024 | Fuk Sumn Vultures 1                                       | DE98 (1 Wo.)DE | AT20 (4 Wo.)AT | CH24 (3 Wo.)CH | UK100 (1 Wo.)UK | US23 (5 Wo.)US | Charteinstieg: 18. Februar 2024 mit Kanye West als ¥$                                                                         |
| 2024 | Stars Vultures 1                                          | — | AT42 (1 Wo.)AT | CH35 (1 Wo.)CH | — | US39 (1 Wo.)US | Charteinstieg: 18. Februar 2024 mit Kanye West als ¥$                                                                         |
| 2024 | Burn Vultures 1                                           | DE— aDE | — | CH65 (3 Wo.)CH | UK17 (8 Wo.)UK | US33 (5 Wo.)US | Charteinstieg: 22. Februar 2024 mit Kanye West als ¥$                                                                         |
| 2024 | Back to Me Vultures 1                                     | — | — | — | UK18 (2 Wo.)UK | US26 (3 Wo.)US | Charteinstieg: 22. Februar 2024 mit Kanye West als ¥$                                                                         |
| 2024 | Do It Vultures 1                                          | — | — | — | — | US52 (2 Wo.)US | Charteinstieg: 24. Februar 2024 mit Kanye West als ¥$                                                                         |
| 2024 | Paid Vultures 1                                           | — | — | — | — | US53 (1 Wo.)US | Charteinstieg: 24. Februar 2024 mit Kanye West als ¥$                                                                         |
| 2024 | Keys to My Life Vultures 1                                | — | — | — | — | US55 (1 Wo.)US | Charteinstieg: 24. Februar 2024 mit Kanye West als ¥$                                                                         |
| 2024 | Paperwork Vultures 1                                      | — | — | — | — | US64 (1 Wo.)US | Charteinstieg: 24. Februar 2024 mit Kanye West als ¥$                                                                         |
| 2024 | Beg Forgiveness Vultures 1                                | — | — | — | — | US65 (1 Wo.)US | Charteinstieg: 24. Februar 2024 mit Kanye West als ¥$                                                                         |
| 2024 | Hoodrat Vultures 1                                        | — | — | — | — | US67 (1 Wo.)US | Charteinstieg: 24. Februar 2024 mit Kanye West als ¥$                                                                         |
| 2024 | Problematic Vultures 1                                    | — | — | — | — | US79 (1 Wo.)US | Charteinstieg: 24. Februar 2024 mit Kanye West als ¥$                                                                         |
| 2024 | Good (Don’t Die) Vultures 1                               | — | — | — | — | US93 (1 Wo.)US | Charteinstieg: 24. Februar 2024 mit Kanye West als ¥$                                                                         |
| 2024 | King Vultures 1                                           | — | — | — | — | US94 (1 Wo.)US | Charteinstieg: 24. Februar 2024 mit Kanye West als ¥$                                                                         |
| 2024 | Field Trip Vultures 2                                     | — | — | CH64 (1 Wo.)CH | UK65 (1 Wo.)UK | US48 (2 Wo.)US | Charteinstieg: 11. August 2024 mit Kanye West als ¥$ feat. Playboi Carti, Kodak Black & Don Toliver                           |
| 2024 | Promotion Vultures 2                                      | — | — | — | UK94 (1 Wo.)UK | US76 (1 Wo.)US | Charteinstieg: 15. August 2024 mit Kanye West als ¥$                                                                          |
| 2024 | Fried Vultures 2                                          | — | — | — | — | US87 (1 Wo.)US | Charteinstieg: 17. August 2024 mit Kanye West als ¥$                                                                          |

### Als Gastmusiker
| Jahr | Titel Album                                              | Höchstplatzierung, Gesamtwochen, AuszeichnungChartplatzierungen (Jahr, Titel, Album, Platzierungen, Wochen, Auszeichnungen, Anmerkungen) | Höchstplatzierung, Gesamtwochen, AuszeichnungChartplatzierungen (Jahr, Titel, Album, Platzierungen, Wochen, Auszeichnungen, Anmerkungen) | Höchstplatzierung, Gesamtwochen, AuszeichnungChartplatzierungen (Jahr, Titel, Album, Platzierungen, Wochen, Auszeichnungen, Anmerkungen) | Höchstplatzierung, Gesamtwochen, AuszeichnungChartplatzierungen (Jahr, Titel, Album, Platzierungen, Wochen, Auszeichnungen, Anmerkungen) | Höchstplatzierung, Gesamtwochen, AuszeichnungChartplatzierungen (Jahr, Titel, Album, Platzierungen, Wochen, Auszeichnungen, Anmerkungen) | Anmerkungen |
| Jahr | Titel Album                                              | DE | AT | CH | UK | US | Anmerkungen |
| --- | -------------------------------------------------------- | --- | --- | --- | --- | --- | --- |
| 2010 | Toot It and Boot It The Real 4Fingaz                     | — | — | — | — | US67 Platin · (11 Wo.)US | Erstveröffentlichung: 8. Juni 2010 Verkäufe: + 1.000.000; YG feat. Ty Dolla Sign                                      |
| 2011 | I’m Not a Gangsta –                                      | — | — | — | — | — | Erstveröffentlichung: 16. August 2011 Lights Over Paris feat. DJ Mustard, The Game, Ty Dolla Sign & Y/G Low           |
| 2014 | Low-Key –                                                | — | — | — | — | — | Erstveröffentlichung: 5. Februar 2014 Baby Bash feat. Ty Dolla Sign                                                   |
| 2014 | It’s My Party –                                          | — | — | — | — | — | Erstveröffentlichung: 1. April 2014 Icona Pop feat. Ty Dolla Sign                                                     |
| 2014 | Down on Me 10 Summers                                    | — | — | — | — | — | Erstveröffentlichung: 13. Mai 2014 DJ Mustard feat. 2 Chainz & Ty Dolla Sign                                          |
| 2014 | Next to It –                                             | — | — | — | — | — | Erstveröffentlichung: 24. Juni 2014 Lupe Fiasco feat. Ty Dolla Sign                                                   |
| 2014 | You and Your Friends Blacc Hollywood                     | — | — | — | — | US82 Platin · (10 Wo.)US | Erstveröffentlichung: 22. Juli 2014 Verkäufe: + 1.000.000; Wiz Khalifa feat. Snoop Dogg & Ty Dolla Sign               |
| 2014 | My Main M.I.L.A.                                         | — | — | — | — | — | Erstveröffentlichung: 30. September 2014 Mila J feat. Ty Dolla Sign                                                   |
| 2015 | Nobody Has to Know Rumors                                | — | — | — | — | — | Erstveröffentlichung: 19. Mai 2015 Verkäufe: + 15.000; Kranium feat. Ty Dolla Sign                                    |
| 2015 | 100 –                                                    | — | — | — | — | — | Erstveröffentlichung: 24. Juli 2015 Travis Barker feat. Iamsu!, Kid Ink, Ty Dolla Sign & Tyga                         |
| 2015 | Play No Games Dark Sky Paradise                          | — | — | — | — | US84 Platin · (14 Wo.)US | Erstveröffentlichung: 22. September 2015 Verkäufe: + 1.000.000; Big Sean feat. Chris Brown & Ty Dolla Sign            |
| 2015 | Sections –                                               | — | — | — | — | — | Erstveröffentlichung: 28. September 2015 Hurricane Chris feat. Ty Dolla Sign                                          |
| 2016 | 4 Real –                                                 | — | — | — | — | — | Erstveröffentlichung: 22. Januar 2016 Destructo feat. iLoveMakonnen & Ty Dolla Sign                                   |
| 2016 | Work from Home 7/27                                      | DE7 ×3Dreifachgold · (31 Wo.)DE | AT9 Gold · (28 Wo.)AT | CH7 (38 Wo.)CH | UK2 ×3Dreifachplatin · (36 Wo.)UK | US4 ×5Fünffachplatin · (34 Wo.)US | Erstveröffentlichung: 26. Februar 2016 Verkäufe: + 9.715.000; Fifth Harmony feat. Ty Dolla Sign                       |
| 2016 | Boom Peace Is the Mission (Extended Version)             | DE38 (18 Wo.)DE | AT57 (6 Wo.)AT | — | — | — | Erstveröffentlichung: 2. Mai 2016 Verkäufe: + 190.000 Major Lazer ferat. Kranium, MOTi, Ty Dolla Sign & Wizkid        |
| 2016 | Fade The Life of Pablo                                   | — | — | — | UK50 Gold · (8 Wo.)UK | US47 ×2Doppelplatin · (13 Wo.)US | Erstveröffentlichung: 9. September 2016 Verkäufe: + 2.500.000 Kanye West feat. Post Malone & Ty Dolla Sign            |
| 2016 | In My Room Blood for Mercy                               | — | — | — | — | US— GoldUS | Erstveröffentlichung: 8. April 2016 Verkäufe: + 500.000 Yellow Claw feat. DJ Mustard, Ty Dolla Sign & Tyga            |
| 2016 | Bacon Last Year Was Complicated                          | — | — | — | — | — | Erstveröffentlichung: 12. Juli 2016 Nick Jonas feat. Ty Dolla Sign                                                    |
| 2016 | Gone –                                                   | — | — | — | — | — | Erstveröffentlichung: 5. August 2016 Afrojack feat. Ty Dolla Sign                                                     |
| 2016 | Jam Islah                                                | — | — | — | — | US97 (3 Wo.)US | Erstveröffentlichung: 7. Oktober 2016 Kevin Gates feat. Jamie Foxx, Trey Songz & Ty Dolla Sign                        |
| 2016 | 4 Lit Ether                                              | — | — | — | — | — | Erstveröffentlichung: 28. Oktober 2016 B.o.B feat. T.I. & Ty Dolla Sign                                               |
| 2016 | In My Foreign xXx: Die Rückkehr des Xander Cage (O.S.T.) | — | — | — | — | — | Erstveröffentlichung: 18. November 2016 The Americanos feat. French Montana, Lil Yachty, Nicky Jam & Ty Dolla Sign    |
| 2016 | Are You Sure? –                                          | — | — | — | — | — | Erstveröffentlichung: 23. Dezember 2016 Kris Kross Amsterdam vs. Conor Maynard feat. Ty Dolla Sign                    |
| 2017 | Blessings All Things Work Together                       | — | — | — | — | US— GoldUS | Erstveröffentlichung: 27. Januar 2017 Verkäufe: + 500.000; Lecrae feat. Ty Dolla Sign                                 |
| 2017 | Fallen Girl Disrupted                                    | — | — | — | — | — | Erstveröffentlichung: 27. Januar 2017 Sevyn Streeter feat. Ty Dolla Sign & Cam Wallace                                |
| 2017 | I Think She Like Me Rather You Than Me                   | — | — | — | — | — | Erstveröffentlichung: 27. Januar 2017 Rick Ross feat. Ty Dolla Sign                                                   |
| 2017 | So Good                                                  | DE99 (1 Wo.)DE | — | CH89 (1 Wo.)CH | UK44 (4 Wo.)UK | — | Erstveröffentlichung: 27. Januar 2017 Verkäufe: + 160.000; Zara Larsson feat. Ty Dolla Sign                           |
| 2017 | Ain’t Nothing Rubba Band Business                        | — | — | — | — | — | Erstveröffentlichung: 10. Februar 2017 Juicy J feat. Wiz Khalifa & Ty Dolla Sign                                      |
| 2017 | Bad Bitch All Your Fault Pt. 1                           | — | — | — | — | — | Erstveröffentlichung: 17. Februar 2017 Bebe Rexha feat. Ty Dolla Sign                                                 |
| 2017 | Swalla Nu King                                           | DE4 ×2Doppelplatin · (42 Wo.)DE | AT9 ×2Doppelplatin · (31 Wo.)AT | CH14 (37 Wo.)CH | UK6 ×2Doppelplatin · (31 Wo.)UK | US29 ×2Doppelplatin · (20 Wo.)US | Erstveröffentlichung: 23. Februar 2017 Verkäufe: + 6.263.333 Jason Derulo feat. Nicki Minaj feat. Ty Dolla Sign       |
| 2017 | It’s a Vibe Pretty Girls Like Trap Music                 | — | — | — | UK— SilberUK | US44 ×5Fünffachplatin · (20 Wo.)US | Erstveröffentlichung: 9. März 2017 Verkäufe: + 5.550.000; 2 Chainz feat. Trey Songz & Ty Dolla Sign                   |
| 2017 | H.O.E. (Heaven on Earth) –                               | — | — | — | — | — | Erstveröffentlichung: 24. März 2017 LunchMoney Lewis feat. Ty Dolla Sign                                              |
| 2017 | Vitamin D –                                              | — | — | — | — | — | Erstveröffentlichung: 31. März 2017 Ludacris feat. Ty Dolla Sign                                                      |
| 2017 | F with U 7 Series                                        | — | — | — | UK52 (1 Wo.)UK | US— GoldUS | Erstveröffentlichung: 7. April 2017 Kid Ink feat. Ty Dolla Sign                                                       |
| 2017 | Trap Paris Bloom                                         | — | — | — | — | — | Erstveröffentlichung: 14. April 2017 Machine Gun Kelly feat. Quavo & Ty Dolla Sign                                    |
| 2017 | Can’t Believe –                                          | — | — | — | — | — | Erstveröffentlichung: 18. Mai 2017 Kranium feat. Ty Dolla Sign & Wizkid                                               |
| 2017 | Whatever You Need Wins & Losses                          | — | — | — | — | US51 Platin · (… Wo.)US | Erstveröffentlichung: 1. Juni 2017 Verkäufe: + 1.015.000; Meek Mill feat. Chris Brown & Ty Dolla Sign                 |
| 2017 | Ego –                                                    | — | — | — | UK67 (1 Wo.)UK | — | Erstveröffentlichung: 11. August 2017 Ella Eyre feat. Ty Dolla Sign                                                   |
| 2017 | Something New Rolling Papers II                          | — | — | — | — | US92 Platin · (1 Wo.)US | Erstveröffentlichung: 11. August 2017 Verkäufe: + 1.030.000; Wiz Khalifa feat. Ty Dolla Sign                          |
| 2017 | Leg Over (Remix) –                                       | — | — | — | — | — | Erstveröffentlichung: 13. September 2017 Major Lazer & Mr Eazi feat. French Montana & Ty Dolla Sign                   |
| 2017 | On My Bumper –                                           | — | — | — | — | — | Erstveröffentlichung: 15. September 2017 Joe Moses feat. Ty Dolla Sign                                                |
| 2017 | Off of It –                                              | — | — | — | — | — | Erstveröffentlichung: 29. September 2017 Kyle feat. Ty Dolla Sign                                                     |
| 2017 | Enormous Mr. Davis                                       | — | — | — | — | — | Erstveröffentlichung: 12. Oktober 2017 Gucci Mane feat. Ty Dolla Sign                                                 |
| 2017 | Say Less –                                               | — | — | — | — | — | Erstveröffentlichung: 5. November 2017 Ashanti feat. Ty Dolla Sign                                                    |
| 2018 | Psycho Beerbongs & Bentleys                              | DE6 Gold · (16 Wo.)DE | AT5 (17 Wo.)AT | CH11 (16 Wo.)CH | UK4 ×2Doppelplatin · (23 Wo.)UK | US1 Diamant · (39 Wo.)US | Erstveröffentlichung: 23. Februar 2018 Verkäufe: + 13.800.000; Post Malone feat. TY Dolla Sign                        |
| 2018 | Sin City (Remix) –                                       | — | — | — | — | — | Erstveröffentlichung: 23. März 2018 Chrishan feat. Ty Dolla Sign                                                      |
| 2018 | Me So Bad Joyride                                        | — | — | — | — | — | Erstveröffentlichung: 30. März 2018 Tinashe feat. French Montana & Ty Dolla Sign                                      |
| 2018 | Off Guard –                                              | — | — | — | — | — | Erstveröffentlichung: 6. April 2018 Elvana Gjata feat. Ty Dolla Sign                                                  |
| 2018 | The Love Not for Sale                                    | — | — | — | — | — | Erstveröffentlichung: 13. April 2018 Smoke DZA feat. Ty Dolla Sign                                                    |
| 2018 | OTW Suncity (Vinyl Edition)                              | — | — | — | UK60 Gold · (9 Wo.)UK | US57 ×2Doppelplatin · (18 Wo.)US | Erstveröffentlichung: 20. April 2018 Verkäufe: + 3.030.000; Khalid feat. 6lack & Ty Dolla Sign                        |
| 2018 | Accelerate Liberation                                    | — | — | — | — | — | Erstveröffentlichung: 3. Mai 2018 Christina Aguilera feat. 2 Chainz & Ty Dolla Sign                                   |
| 2018 | Trust Me 15                                              | — | — | — | — | — | Erstveröffentlichung: 14. Juni 2018 Bhad Bhabie feat. Ty Dolla Sign                                                   |
| 2018 | No BFs –                                                 | — | — | — | — | — | Erstveröffentlichung: 27. Juli 2018 K’ron feat. Ty Dolla Sign                                                         |
| 2018 | Down to Fuck –                                           | — | — | — | — | — | Erstveröffentlichung: 31. August 2018 The Game feat. Jeremih, Ty Dolla Sign & YG                                      |
| 2018 | Bottled Up –                                             | — | — | — | — | — | Erstveröffentlichung: 21. September 2018 Verkäufe: + 15.000; Dinah Jane feat. Marc E. Bassy & Ty Dolla Sign           |
| 2018 | The Distance Caution                                     | — | — | — | — | — | Erstveröffentlichung: 18. Oktober 2018 Mariah Carey feat. Ty Dolla Sign                                               |
| 2018 | Shootin Shots 11                                         | — | — | — | — | — | Erstveröffentlichung: 1. November 2018 Trey Songz feat. Ty Dolla Sign                                                 |
| 2018 | Nothin Like U –                                          | — | — | — | — | — | Erstveröffentlichung: 30. November 2018 Kaytranada feat. Ty Dolla Sign                                                |
| 2019 | Nights Like This While We Wait                           | — | — | — | UK25 Platin · (13 Wo.)UK | US67 ×3Dreifachplatin · (9 Wo.)US | Erstveröffentlichung: 10. Januar 2019 Verkäufe: + 4.020.000; Kehlani feat. Ty Dolla Sign                              |
| 2019 | Think About Us LM5                                       | — | — | — | UK22 Gold · (15 Wo.)UK | — | Erstveröffentlichung: 25. Januar 2019 Verkäufe: + 465.000; Little Mix feat. Ty Dolla Sign                             |
| 2019 | Back Out –                                               | — | — | — | — | — | Erstveröffentlichung: 19. April 2019 24hrs feat. Dom Kennedy & Ty Dolla Sign                                          |
| 2019 | Do You Mean World War Joy                                | — | — | — | — | — | Erstveröffentlichung: 26. April 2019 Verkäufe: + 60.000; The Chainsmokers feat. Bülow & Ty Dolla Sign                 |
| 2019 | Tu vecina 11:11                                          | — | — | — | — | — | Erstveröffentlichung: 17. Mai 2019 Maluma feat. Ty Dolla Sign                                                         |
| 2019 | Got Me 1-888-88-Dream                                    | — | — | — | — | US— GoldUS | Erstveröffentlichung: 12. Juni 2019 Verkäufe: + 500.000 Dreamville feat. Ari Lennox, Omen & Ty Dolla Sign             |
| 2019 | Receipts –                                               | — | — | — | — | — | Erstveröffentlichung: 26. Juni 2019 Serpentwithfeet feat. Ty Dolla Sign                                               |
| 2019 | Lights Out –                                             | — | — | — | — | — | Erstveröffentlichung: 12. Juli 2019 Ronny J feat. Rich the Kid & Ty Dolla Sign                                        |
| 2019 | Two Nights Part II Still Sad Still Sexy                  | — | — | — | — | — | Erstveröffentlichung: 12. Juli 2019 Lykke Li feat. Skrillex & Ty Dolla Sign                                           |
| 2019 | Hot Girl Summer –                                        | — | — | — | UK40 Silber · (9 Wo.)UK | US11 ×2Doppelplatin · (16 Wo.)US | Erstveröffentlichung: 8. August 2019 Verkäufe: + 2.390.000 Megan Thee Stallion feat. Nicki Minaj & Ty Dolla Sign      |
| 2019 | Malokera –                                               | — | — | — | — | — | Erstveröffentlichung: 9. August 2019 Skrillex, MC Lan & TroyBoi feat. Ludmilla & Ty Dolla Sign                        |
| 2019 | Treehouse You                                            | — | — | — | — | — | Erstveröffentlichung: 6. September 2019 James Arthur feat. Shotty Horroh & Ty Dolla Sign                              |
| 2020 | Fair Chance It Is What It Is                             | — | — | — | — | — | Erstveröffentlichung: 17. März 2020 Thundercat feat. Lil B & Ty Dolla Sign                                            |
| 2020 | Superstar –                                              | — | — | — | — | — | Erstveröffentlichung: 27. März 2020 24hrs feat. DJ Drama & Ty Dolla Sign                                              |
| 2020 | Dangerous City –                                         | — | — | — | — | — | Erstveröffentlichung: 10. April 2020 DVSN feat. Buju Banton & Ty Dolla Sign                                           |
| 2020 | Y U Mad The Saga of Wiz Khalifa                          | — | — | — | — | — | Erstveröffentlichung: 24. April 2020 Wiz Khalifa feat. Megan Thee Stallion, DJ Mustard & Ty Dolla Sign                |
| 2020 | All I Need Djesse Vol. 3                                 | — | — | — | — | — | Erstveröffentlichung: 14. Mai 2020 Jacob Collier feat. Mahalia & Ty Dolla Sign                                        |
| 2020 | 3AM –                                                    | — | — | — | — | — | Erstveröffentlichung: 22. Mai 2020 Russ feat. Ty Dolla Sign                                                           |
| 2020 | And You Know That –                                      | — | — | — | — | — | Erstveröffentlichung: 10. Juli 2020 Warren G feat. Ty Dolla Sign                                                      |
| 2020 | Yacht Club –                                             | — | — | — | — | — | Erstveröffentlichung: 31. Juli 2020 Strick feat. Ty Dolla Sign & Young Thug                                           |
| 2020 | Hit Different –                                          | — | — | — | UK55 Silber · (2 Wo.)UK | US29 ×3Dreifachplatin · (20 Wo.)US | Erstveröffentlichung: 4. September 2020 Verkäufe: + 3.200.000; SZA feat. Ty Dolla Sign                                |
| 2020 | Oops (I’m Sorry) It’s Not You, It’s Me                   | — | — | — | — | — | Erstveröffentlichung: 2. Oktober 2020 Lost Kings feat. Gashi & Ty Dolla Sign                                          |
| 2020 | Chosen No Love Lost (Deluxe Edition)                     | DE47 (9 Wo.)DE | — | CH62 (9 Wo.)CH | UK42 Gold · (15 Wo.)UK | US51 Platin · (21 Wo.)US | Erstveröffentlichung: 4. Dezember 2020 Verkäufe: + 1.765.000; BLXST feat. Ty Dolla Sign & Tyga                        |
| 2021 | The Business, Pt. II –                                   | DE— bDE | AT— bAT | CH— bCH | UK— bUK | US— bUS | Erstveröffentlichung: 21. Januar 2021 Tiësto feat. Ty Dolla Sign                                                      |
| 2021 | Do You Believe The Idea of Her                           | — | — | — | — | — | Erstveröffentlichung: 26. März 2021 Ali Gatie feat. Marshmello & Ty Dolla Sign                                        |
| 2021 | Lifetime Paradise Again                                  | — | — | — | — | — | Erstveröffentlichung: 19. Juli 2021 Swedish House Mafia feat. 070 Shake & Ty Dolla Sign                               |
| 2021 | Only Fanz Scorcha                                        | — | — | — | — | — | Erstveröffentlichung: 12. August 2021 Sean Paul feat. Ty Dolla Sign                                                   |
| 2021 | Control –                                                | — | — | — | — | — | Erstveröffentlichung: 15. Oktober 2021 Derrick Milano feat. Ty Dolla Sign                                             |
| 2021 | Family –                                                 | DE— cDE | — | CH78 (1 Wo.)CH | — | — | Erstveröffentlichung: 28. Oktober 2021 David Guetta feat. A Boogie wit da Hoodie, Bebe Rexha & Ty Dolla Sign          |
| 2021 | Life Goes On –                                           | — | — | — | — | — | Erstveröffentlichung: 12. November 2021 Oliver Tree feat. Ty Dolla Sign                                               |
| 2022 | Typo –                                                   | — | — | — | — | — | Erstveröffentlichung: 14. Januar 2022 Darius & Finlay, Glasses Malone & Lotus feat. Emie & Ty Dolla Sign              |
| 2022 | Diamond Mind –                                           | — | — | — | — | — | Erstveröffentlichung: 4. Februar 2022 Dr. Dre feat. Nipsey Hussle & Ty Dolla Sign                                     |
| 2022 | G.O.A.T. –                                               | — | — | — | — | — | Erstveröffentlichung: 20. Mai 2022 The Notorious B.I.G. feat. Bella Alubo & Ty Dolla Sign                             |
| 2022 | Friends –                                                | — | — | — | — | — | Erstveröffentlichung: 15. Juli 2022 Monica feat. Ty Dolla Sign                                                        |
| 2022 | Love Jones –                                             | — | — | — | — | — | Erstveröffentlichung: 5. August 2022 Leon Thomas feat. Ty Dolla Sign                                                  |
| 2022 | Vibe Like This –                                         | — | — | — | — | — | Erstveröffentlichung: 21. September 2022 SG Lewis feat. Lucky Daye & Ty Dolla Sign                                    |
| 2022 | Willing to Trust Entergalactic                           | — | — | — | — | — | Erstveröffentlichung: 23. September 2022 Kid Cudi feat. Ty Dolla Sign                                                 |
| 2023 | Caught a Body –                                          | — | — | — | — | — | Erstveröffentlichung: 7. April 2023 Alesso feat. Ty Dolla Sign                                                        |
| 2023 | You –                                                    | — | — | — | — | — | Erstveröffentlichung: 30. Juni 2023 Wiz Khalifa feat. Ty Dolla Sign                                                   |
| 2023 | Whatever She Likes –                                     | — | — | — | — | — | Erstveröffentlichung: 7. Juli 2023 Intelligent Diva feat. Ty Dolla Sign                                               |
| 2023 | Eastside Girl –                                          | — | — | — | — | — | Erstveröffentlichung: 28. Juli 2023 Vic Mensa feat. Ty Dolla Sign                                                     |
| 2023 | Mind Your Business The Love Album: Off the Grid          | — | — | — | — | — | Erstveröffentlichung: 15. September 2023 Diddy feat. Kehlani & Ty Dolla Sign                                          |
| 2023 | Ave Maria –                                              | — | — | — | — | — | Erstveröffentlichung: 20. Oktober 2023 Zacari feat. Ty Dolla Sign                                                     |
| 2024 | Dream Girl Bird’s Eye                                    | — | — | — | — | — | Erstveröffentlichung: 26. Juni 2024 Ravyn Lenae feat. Ty Dolla Sign                                                   |
| 2025 | Dallax Ferxxo Vol X: Sagrado                             | — | — | — | — | — | Erstveröffentlichung: 28. März 2025 Feid feat. Ty Dolla Sign                                                          |
| Folgende Lieder erschienen nicht als Single, wurden aber durch das Album zum Download und Streaming bereitgestellt und konnten somit eine Platzierung erlangen: |                                                          | | | | | | |
| |                                                          | | | | | | |
| 2018 | White Sand Culture II                                    | — | — | — | — | US64 Gold · (1 Wo.)US | Charteinstieg: 10. Februar 2018 Verkäufe: + 500.000 Migos feat. Big Sean, Travis Scott & Ty Dolla Sign                |
| 2018 | Freeee (Ghost Town, Pt. 2) Kids See Ghosts               | — | — | — | — | US62 (1 Wo.)US | Charteinstieg: 23. Juni 2018 Kids See Ghosts feat. Ty Dolla Sign                                                      |
| 2018 | After Dark Scorpion                                      | — | — | — | — | US41 (3 Wo.)US | Charteinstieg: 14. Juli 2018 Verkäufe: + 35.000 Drake feat. Static Major & Ty Dolla Sign                              |
| 2019 | Everything We Need Jesus Is King                         | — | — | — | — | US33 Gold · (1 Wo.)US | Charteinstieg: 9. November 2019 Verkäufe: + 520.000; Kanye West feat. Ant Clemons & Ty Dolla Sign                     |
| 2020 | Body Language Detroit 2                                  | — | — | — | — | US95 Gold · (1 Wo.)US | Charteinstieg: 19. September 2020 Verkäufe: + 500.000; Big Sean feat. Jhené Aiko & Ty Dolla Sign                      |
| 2020 | Safety Net Positions                                     | — | — | — | — | US52 (1 Wo.)US | Charteinstieg: 14. November 2020 Verkäufe: + 75.000; Ariana Grande feat. Ty Dolla Sign                                |
| 2021 | WusYaName Call Me If You Get Lost                        | — | — | — | UK25 Silber · (3 Wo.)UK | US14 ×2Doppelplatin · (7 Wo.)US | Charteinstieg: 8. Juli 2021 Verkäufe: + 2.255.000 Tyler, the Creator feat. Ty Dolla Sign & YoungBoy Never Broke Again |
| 2021 | Get Along Better Certified Lover Boy                     | — | — | — | — | US27 (2 Wo.)US | Charteinstieg: 18. September 2021 Drake feat. Ty Dolla Sign                                                           |
| 2025 | We Need All Da Vibes Music                               | — | — | — | — | US71 (1 Wo.)US | Charteinstieg: 29. März 2025 Playboi Carti feat. Ty Dolla Sign & Young Thug                                           |

## Musikvideos
| Jahr | Titel                 | Regie                                     |
| ---- | --------------------- | ----------------------------------------- |
| 2010 | Toot It and Boot It   | James Earl (Original) Alex Nazari (Remix) |
| 2011 | Nobody                | Daniel Cz                                 |
| 2014 | Low-Key               | Ali Zamani                                |
| 2014 | Who Do You Love?      | Benny Boom                                |
| 2014 | We Dem Boyz           | Ethan Lader                               |
| 2014 | Or Nah                | Ryan Patrick                              |
| 2014 | You and Your Friends  | Kurt Nishimura                            |
| 2015 | Still Down            | Gerard Victor                             |
| 2015 | Drop That Kitty       | Shomi Patwary                             |
| 2015 | Play No Games         | Mike Carson                               |
| 2015 | Blasé                 | Alex Bittan, Ty Dolla Sign                |
| 2015 | 100                   | Mike Harris                               |
| 2015 | Saved                 | Elliott Sellers                           |
| 2015 | In My Room            | Jim Taihuttu                              |
| 2016 | 4 Real                | Agata Alexander                           |
| 2016 | She Don’t             | Matt Alonzo                               |
| 2016 | Work from Home        | Director X                                |
| 2016 | You Could Be My Lover | Harrison Boyce                            |
| 2016 | Faithful              | Byron Atienza                             |
| 2016 | Bacon                 | Black Coffee                              |
| 2016 | Sucker for Pain       | David Ayer                                |
| 2016 | Gone                  | Afrojack, Ty Dolla Sign                   |
| 2016 | Impatient             |                                           |
| 2017 | I Think She Like Me   | Ryan Snyder                               |
| 2017 | Fallen                | Mike Ho                                   |
| 2017 | So Good               | Sarah McColgan                            |
| 2017 | For More              | Gabriel Hart                              |
| 2017 | Swalla                | Gil Green                                 |
| 2017 | 4 Lit                 | Chad Tennies                              |
| 2017 | It’s a Vibe           | Darren Miller, Howard Ross                |
| 2017 | F with U              | Mike Ho                                   |
| 2017 | Trap Paris            | Ben Griffin                               |
| 2017 | Anything You Want     | Alfy                                      |
| 2017 | Move to L.A.          |                                           |
| 2017 | Something New         | Bryan Barber                              |
| 2017 | Ego                   | Sophia Ray                                |
| 2017 | Cinderella            | Bo Mirhosseni                             |
| 2018 | Better on Me          | David Rousseau                            |
| 2018 | Enormous              | Robby Starbuck                            |
| 2018 | We Could Be Free      | Nate Parker                               |
| 2018 | When We (Remix)       | Ben Marc, J. Valentine                    |
| 2018 | Psycho                | James Defina                              |
| 2018 | Me So Bad             | Sasha Samsonova                           |
| 2018 | Off Guard             | Ethan Lader                               |
| 2018 | Say Less              | L.T. Hutton, Noyz                         |
| 2018 | Don’t Judge Me        | David Camarena                            |
| 2018 | Medication (Remix)    | James Larese                              |
| 2018 | SSP                   | Picture Perfect                           |
| 2018 | OTW                   | Calmatic                                  |
| 2018 | The Light             | Spencer Graves, Sebastian Sdaigui         |
| 2018 | Trust Me              | Nicholaus Goossen, Fen Tian               |
| 2018 | Ain’t My Girlfriend   | Embryo                                    |
| 2019 | Nights Like This      | Bo Mirhosseni                             |
| 2019 | Think About Us        | Bradley Bell, Pablo Jones-Soler           |
| 2019 | Purple Emoji          | Olivia Rose                               |
| 2019 | Malokera              | Guiller Valente                           |
| 2019 | Hot Girl              | Munachi Osegbu                            |
| 2019 | Treehouse             | Anthony Schepperd                         |
| 2019 | Hottest in the City   | David Camarena                            |
| 2020 | Speed Me Up           |                                           |
| 2020 | Still Wiz             | Damien Sandoval                           |
| 2020 | Bammer                |                                           |
| 2020 | Expensive             | Romain Laurent                            |
| 2020 | Hit Different         | SZA                                       |
| 2020 | Oops (I’m Sorry)      | Kyle Cogan                                |
| 2020 | Body Language         | Child                                     |
| 2021 | By Yourself           | Alex Bittan, Ty Dolla Sign                |
| 2021 | I Won                 | Michael Garcia                            |
| 2021 | Vibe with You         |                                           |
| 2021 | Lifetime              | Alexander Wessely                         |
| 2021 | Late to the Party     | Joyner Lucas                              |
| 2021 | Family                | Michael Garcia                            |
| 2022 | OT                    | Cameron Busby                             |
| 2022 | Friends               | Sarah McColgan                            |
| 2022 | Love Jones            | Cameron Dean                              |
| 2022 | My Friends            | Daniel Russell                            |
| 2024 | Talking/Once Again    | Damiano und Fabio D’Innocenzo             |
| 2024 | Carnival              | Jon Rafman                                |

## Autorenbeteiligungen und Produktionen
Ty Dolla Sign als Autor (A) und Produzent (P) in den Charts

| Jahr | Titel Interpretation                                           | Höchstplatzierung, Gesamtwochen, AuszeichnungChartplatzierungen (Jahr, Titel, Interpretation, Platzierungen, Wochen, Auszeichnungen, Anmerkungen) | Höchstplatzierung, Gesamtwochen, AuszeichnungChartplatzierungen (Jahr, Titel, Interpretation, Platzierungen, Wochen, Auszeichnungen, Anmerkungen) | Höchstplatzierung, Gesamtwochen, AuszeichnungChartplatzierungen (Jahr, Titel, Interpretation, Platzierungen, Wochen, Auszeichnungen, Anmerkungen) | Höchstplatzierung, Gesamtwochen, AuszeichnungChartplatzierungen (Jahr, Titel, Interpretation, Platzierungen, Wochen, Auszeichnungen, Anmerkungen) | Höchstplatzierung, Gesamtwochen, AuszeichnungChartplatzierungen (Jahr, Titel, Interpretation, Platzierungen, Wochen, Auszeichnungen, Anmerkungen) | Anmerkungen                                                   |
| Jahr | Titel Interpretation                                           | DE | AT | CH | UK | US | Anmerkungen                                                   |
| --- | -------------------------------------------------------------- | --- | --- | --- | --- | --- | ------------------------------------------------------------- |
| 2011 | Young, Wild & Free A Snoop Dogg & Wiz Khalifa feat. Bruno Mars | DE15 ×5Fünffachgold · (25 Wo.)DE | AT17 Gold · (18 Wo.)AT | CH6 Gold · (36 Wo.)CH | UK44 Platin · (7 Wo.)UK | US7 ×6Sechsfachplatin · (32 Wo.)US | Erstveröffentlichung: 11. Oktober 2011 Verkäufe: + 8.404.900  |
| 2013 | Loyal A Chris Brown feat. French Montana & Lil Wayne           | DE54 Platin · (7 Wo.)DE | AT61 (1 Wo.)AT | — | UK10 ×2Doppelplatin · (38 Wo.)UK | US9 ×6Sechsfachplatin · (36 Wo.)US | Erstveröffentlichung: 19. Dezember 2013 Verkäufe: + 7.800.000 |
| 2015 | Hotel A Kid Ink feat. Chris Brown                              | DE30 (9 Wo.)DE | — | — | UK43 Silber · (5 Wo.)UK | US96 (1 Wo.)US | Erstveröffentlichung: 19. Januar 2015 Verkäufe: + 200.000     |
| 2015 | FourFiveSeconds A Paul McCartney, Rihanna & Kanye West         | DE3 ×3Dreifachgold · (31 Wo.)DE | AT2 Gold · (28 Wo.)AT | CH3 Platin · (31 Wo.)CH | UK3 ×3Dreifachplatin · (28 Wo.)UK | US4 ×5Fünffachplatin · (20 Wo.)US | Erstveröffentlichung: 24. Januar 2015 Verkäufe: + 9.240.000   |
| Folgende Lieder erschienen nicht als Single, wurden aber durch das Album zum Download und Streaming bereitgestellt und konnten somit eine Platzierung erlangen: |                                                                | | | | | |                                                               |
| |                                                                | | | | | |                                                               |
| 2018 | Wouldn’t Leave A, P Kanye West feat. PartyNextDoor             | — | — | — | — | US25 Gold · (2 Wo.)US | Charteinstieg: 16. Juni 2018 Verkäufe: + 500.000              |
| 2018 | Violent Crimes A Kanye West                                    | — | — | — | UK— GoldUK | US27 ×2Doppelplatin · (2 Wo.)US | Charteinstieg: 16. Juni 2018 Verkäufe: + 2.540.000            |
| 2018 | Jaded A Drake                                                  | — | — | — | UK— SilberUK | US32 (2 Wo.)US | Charteinstieg: 14. Juli 2018 Verkäufe: + 235.000              |
| 2022 | Love Language A SZA                                            | — | — | — | — | US21 Platin · (10 Wo.)US | Charteinstieg: 24. Dezember 2022 Verkäufe: + 1.100.000        |

## Promoveröffentlichungen
Promo-Singles

| Jahr | Titel Album                    | Höchstplatzierung, Gesamtwochen, AuszeichnungChartplatzierungen (Jahr, Titel, Album, Platzierungen, Wochen, Auszeichnungen, Anmerkungen) | Höchstplatzierung, Gesamtwochen, AuszeichnungChartplatzierungen (Jahr, Titel, Album, Platzierungen, Wochen, Auszeichnungen, Anmerkungen) | Höchstplatzierung, Gesamtwochen, AuszeichnungChartplatzierungen (Jahr, Titel, Album, Platzierungen, Wochen, Auszeichnungen, Anmerkungen) | Höchstplatzierung, Gesamtwochen, AuszeichnungChartplatzierungen (Jahr, Titel, Album, Platzierungen, Wochen, Auszeichnungen, Anmerkungen) | Höchstplatzierung, Gesamtwochen, AuszeichnungChartplatzierungen (Jahr, Titel, Album, Platzierungen, Wochen, Auszeichnungen, Anmerkungen) | Anmerkungen                                                                              |
| Jahr | Titel Album                    | DE | AT | CH | UK | US | Anmerkungen                                                                              |
| ---- | ------------------------------ | --- | --- | --- | --- | --- | ---------------------------------------------------------------------------------------- |
| 2016 | Real Friends The Life of Pablo | — | — | — | UK78 Silber · (1 Wo.)UK | US92 (1 Wo.)US | Erstveröffentlichung: 8. Januar 2016 Verkäufe: + 200.000; Kanye West feat. Ty Dolla Sign |
| 2017 | Don’t Judge Me Beach House 3   | — | — | — | — | — | Erstveröffentlichung: 19. Oktober 2017 feat. Future & Swae Lee                           |

## Sonderveröffentlichungen

### Alben
| Jahr | Titel Musiklabel                       | Anmerkungen                                                             |
| ---- | -------------------------------------- | ----------------------------------------------------------------------- |
| 2016 | Spotify Session Atlantic Records (WMG) | Erstveröffentlichung: 19. Februar 2016 Teil der „Spotify-Session“-Reihe |

### Lieder
| Jahr | Titel Album                                                      | Anmerkungen |
| ---- | ---------------------------------------------------------------- | --- |
| 2007 | U Popular Demand                                                 | Erstveröffentlichung: 13. März 2007 Black Milk feat. Kory & Ty Dolla Sign                                                 |
| 2007 | And If The Hollywood Recordings                                  | Erstveröffentlichung: 24. April 2007 Sa-Ra feat. Ty Dolla Sign                                                            |
| 2007 | Do Me Girl The Hollywood Recordings                              | Erstveröffentlichung: 24. April 2007 Sa-Ra feat. Ty Dolla Sign                                                            |
| 2008 | Go There With You First of All…                                  | Erstveröffentlichung: 8. Juli 2008 Shawn Jackson feat. Ty Dolla Sign                                                      |
| 2008 | Soopafly First of All…                                           | Erstveröffentlichung: 8. Juli 2008 Shawn Jackson feat. Ty Dolla Sign                                                      |
| 2010 | Toot It and Boot It The Real 4 Fingaz                            | Erstveröffentlichung: 8. Mai 2010 YG feat. Ty Dolla Sign                                                                  |
| 2010 | Heels & Dresses Brake Lights                                     | Erstveröffentlichung: 3. August 2010 The Game feat. Ty Dolla Sign & X.O.                                                  |
| 2010 | Take Over the World Crash Landing                                | Erstveröffentlichung: 15. November 2010 Kid Ink feat. Ty Dolla Sign                                                       |
| 2011 | Neva Gon Leave Daydreamer                                        | Erstveröffentlichung: 21. Juni 2011 Kid Ink feat. Ty Dolla Sign                                                           |
| 2011 | Reminiscence Mann’s World                                        | Erstveröffentlichung: 2. August 2011 Mann feat. Ty Dolla Sign                                                             |
| 2011 | Bedroom Bully Hotels                                             | Erstveröffentlichung: 13. September 2011 Problem feat. Ty Dolla Sign                                                      |
| 2011 | Love Locke High 2                                                | Erstveröffentlichung: 25. Oktober 2011 Terrace Martin feat. Ty Dolla Sign                                                 |
| 2011 | Real Deal From Nothin’ 2 Sumthin’                                | Erstveröffentlichung: 6. Dezember 2011 Joe Moses feat. Ty Dolla Sign                                                      |
| 2012 | Go So Deep 4Hunnid Degreez                                       | Erstveröffentlichung: 26. März 2012 YG feat. PC & Ty Dolla Sign                                                           |
| 2012 | She Don’t Love Me 4Hunnid Degreez                                | Erstveröffentlichung: 26. März 2012 YG feat. Ty Dolla Sign                                                                |
| 2012 | Talk 2 You The Blind Art Collector                               | Erstveröffentlichung: 11. April 2012 Sean Brown feat. Kid Ink & Ty Dolla Sign                                             |
| 2012 | 10 Toes Inland Empire                                            | Erstveröffentlichung: 7. November 2012 Audio Push feat. Ty Dolla Sign                                                     |
| 2012 | The Return GMB                                                   | Erstveröffentlichung: 27. November 2012 Pac Div feat. Ty Dolla Sign                                                       |
| 2013 | I’ll Do Ya Just Re’d Up 2                                        | Erstveröffentlichung: 2. Januar 2013 YG feat. Ty Dolla Sign                                                               |
| 2013 | Love Jones Just Re’d Up 2                                        | Erstveröffentlichung: 2. Januar 2013 YG feat. Ty Dolla Sign                                                               |
| 2013 | Chose From Nothin’ 2 Sumthin’, Vol. 2                            | Erstveröffentlichung: 16. Januar 2013 Joe Moses feat. E-40 & Ty Dolla Sign                                                |
| 2013 | She a Freak From Nothin’ 2 Sumthin’, Vol. 2                      | Erstveröffentlichung: 16. Januar 2013 Joe Moses feat. Ty Dolla Sign                                                       |
| 2013 | Cookies & OG The L.I.S.A. EP                                     | Erstveröffentlichung: 20. April 2013 Mann feat. Ty Dolla Sign                                                             |
| 2013 | 4G’s Ketchup                                                     | Erstveröffentlichung: 3. Juni 2013 DJ Mustard feat. C Hood, E-40, TC4800 & Ty Dolla Sign                                  |
| 2013 | Fuck That Nigga Ketchup                                          | Erstveröffentlichung: 3. Juni 2013 DJ Mustard feat. Constantine, Tory Lanez, Teeflii & Ty Dolla Sign                      |
| 2013 | Paranoid Ketchup                                                 | Erstveröffentlichung: 3. Juni 2013 DJ Mustard feat. Joe Moses & Ty Dolla Sign                                             |
| 2013 | Put This Thang on Ya Ketchup                                     | Erstveröffentlichung: 3. Juni 2013 DJ Mustard feat. Ty Dolla Sign                                                         |
| 2013 | Pushin’ Now You Know                                             | Erstveröffentlichung: 9. Juli 2013 Chanel West Coast feat. Ty Dolla Sign                                                  |
| 2013 | You’re the One 3ChordFold                                        | Erstveröffentlichung: 13. August 2013 Terrace Martin feat. Ty Dolla Sign                                                  |
| 2013 | Another Bitch Hella Ratchet                                      | Erstveröffentlichung: 27. August 2013 Mistah F.A.B. feat. Ty Dolla Sign                                                   |
| 2013 | Smack Come as You Are                                            | Erstveröffentlichung: 9. September 2013 Audio Push feat. Iamsu! & Ty Dolla Sign                                           |
| 2013 | Same Hoes OKE: Operation Kill Everything                         | Erstveröffentlichung: 8. Oktober 2013 The Game feat. Nipsey Hussle & Ty Dolla Sign                                        |
| 2013 | Don’t Judge Me Good Nights & Bad Mornings 2: The Hangover        | Erstveröffentlichung: 14. Oktober 2013 Snow Tha Product feat. Ty Dolla Sign                                               |
| 2013 | 2morrow (We Ain’t Worried) Get Home Safely                       | Erstveröffentlichung: 15. Oktober 2013 Dom Kennedy feat. Ty Dolla Sign                                                    |
| 2013 | Mosh Pit Demonstration                                           | Erstveröffentlichung: 1. November 2013 Tinie Tempah feat. Dizzee Rascal & Ty Dolla Sign                                   |
| 2013 | Rodeo Drugstore Cowboy                                           | Erstveröffentlichung: 12. November 2013 Berner feat. Baby Bash & Ty Dolla Sign                                            |
| 2013 | Ugh Drugstore Cowboy                                             | Erstveröffentlichung: 12. November 2013 Berner feat. Problem & Ty Dolla Sign                                              |
| 2013 | Chitty Bang The Block Brochure: Welcome to the Soil 4            | Erstveröffentlichung: 10. Dezember 2013 E-40 feat. Juicy J & Ty Dolla Sign                                                |
| 2013 | All That Fresh Veggies                                           | Erstveröffentlichung: 16. Dezember 2013 Rockie Fresh & Casey Veggies feat. Juicy J & Ty Dolla Sign                        |
| 2014 | Sorry Momma My Krazy Life                                        | Erstveröffentlichung: 14. März 2014 YG feat. Ty Dolla Sign                                                                |
| 2014 | Pass Off Dream. Zone. Achieve                                    | Erstveröffentlichung: 1. April 2014 Smoke DZA feat. Ty Dolla Sign                                                         |
| 2014 | They Know Freebase                                               | Erstveröffentlichung: 5. Mai 2014 2 Chainz feat. Cap. 1 & Ty Dolla Sign                                                   |
| 2014 | Banger 28 Grams                                                  | Erstveröffentlichung: 25. Mai 2014 Wiz Khalifa feat. Ty Dolla Sign                                                        |
| 2014 | Dead Wrong Trigga                                                | Erstveröffentlichung: 4. Juli 2014 Trey Songz feat. Ty Dolla Sign                                                         |
| 2014 | Drunk AF No Genre, Pt. 2                                         | Erstveröffentlichung: 9. Juli 2014 B.o.B. feat. Ty Dolla Sign                                                             |
| 2014 | Down on Me 10 Summers                                            | Erstveröffentlichung: 11. August 2014 DJ Mustard feat. 2 Chainz & Ty Dolla Sign                                           |
| 2014 | Hope Blacc Hollywood                                             | Erstveröffentlichung: 22. August 2014 Wiz Khalifa feat. Ty Dolla Sign                                                     |
| 2014 | Dangerous 4B’s                                                   | Erstveröffentlichung: 26. August 2014 Kid Ink feat. Juliann & Ty Dolla Sign                                               |
| 2014 | Still Down Blacc Hollywood                                       | Erstveröffentlichung: 22. August 2014 Wiz Khalifa feat. Ty Dolla Sign & Chevy Woods                                       |
| 2014 | You and Your Friends Blacc Hollywood                             | Erstveröffentlichung: 22. August 2014 Wiz Khalifa feat. Snoop Dogg & Ty Dolla Sign                                        |
| 2014 | My Main M.I.L.A.                                                 | Erstveröffentlichung: 14. Oktober 2014 Mila J feat. Ty Dolla Sign                                                         |
| 2014 | On One Blood Moon: Year of the Wolf                              | Erstveröffentlichung: 31. Oktober 2014 The Game feat. King Marie & Ty Dolla Sign                                          |
| 2014 | Nobody Else West Coast                                           | Erstveröffentlichung: 31. Dezember 2014 Destructo feat. Warren G & Ty Dolla Sign                                          |
| 2015 | Shoutout My Bitches One Way                                      | Erstveröffentlichung: 19. Januar 2015 K Camp feat. Dan Diego & Ty Dolla Sign                                              |
| 2015 | Deliver Tetsuo & Youth                                           | Erstveröffentlichung: 20. Januar 2015 Lupe Fiasco feat. Ty Dolla Sign                                                     |
| 2015 | Nothin’ like Me Fan of a Fan: The Album                          | Erstveröffentlichung: 20. Februar 2015 Chris Brown & Tyga feat. Ty Dolla Sign                                             |
| 2015 | Play No Games Dark Sky Paradise                                  | Erstveröffentlichung: 23. Februar 2015 Big Sean feat. Chris Brown & Ty Dolla Sign                                         |
| 2015 | Watch Out Ain’t No Money Like Trap Money, Vol. 1                 | Erstveröffentlichung: 20. Mai 2015 Fredo Santana feat. Que & Ty Dolla Sign                                                |
| 2015 | Your Money O.M.M.I.O. 2                                          | Erstveröffentlichung: 26. Mai 2015 RJ feat. Joe Moses & Ty Dolla Sign                                                     |
| 2015 | Do Betta Major Without a Deal                                    | Erstveröffentlichung: 5. Juni 2015 Troy Ave feat. Ty Dolla Sign                                                           |
| 2015 | Loving You Trigga Reloaded                                       | Erstveröffentlichung: 23. Juni 2015 Trey Songz feat. Ty Dolla Sign                                                        |
| 2015 | 1 Time The Rest Comes Later                                      | Erstveröffentlichung: 30. Juni 2015 Snow Tha Product feat. Ty Dolla Sign                                                  |
| 2015 | Late Night King Tha Truth                                        | Erstveröffentlichung: 24. Juli 2015 Trae tha Truth feat. Ty Dolla Sign                                                    |
| 2015 | The Other Side Welcome to JFK                                    | Erstveröffentlichung: 14. August 2015 Chinx feat. Ty Dolla Sign                                                           |
| 2015 | LIT From Nothin’ 2 Sumthin’, Vol. 3                              | Erstveröffentlichung: 4. Oktober 2015 Joe Moses feat. Ty Dolla Sign                                                       |
| 2015 | My Flag/Da Homies The Documentary 2.5                            | Erstveröffentlichung: 16. Oktober 2015 The Game feat. AD, Jay 305, Mitch E-Slick, Joe Moses, RJ, Scheme & Ty Dolla Sign   |
| 2015 | Up on the Wall The Documentary 2.5                               | Erstveröffentlichung: 16. Oktober 2015 The Game feat. Problem, Ty Dolla Sign & YG                                         |
| 2015 | Can You Feel It Papi Gordo                                       | Erstveröffentlichung: 30. Oktober 2015 Carnage feat. Atmozfears & Ty Dolla Sign                                           |
| 2015 | You Could Be My Lover Money Making Mitch                         | Erstveröffentlichung: 4. November 2015 Puff Daddy & The Family feat. Ty Dolla Sign                                        |
| 2015 | In My Room Blood for Mercy                                       | Erstveröffentlichung: 20. November 2015 Yellow Claw feat. DJ Mustard, Ty Dolla Sign & Tyga                                |
| 2015 | Boom Peace Is the Mission (Extended Version)                     | Erstveröffentlichung: 27. November 2015 Major Lazer ferat. Kranium, MOTi, Ty Dolla Sign & Wizkid                          |
| 2015 | Impatient Late Nights: The Album                                 | Erstveröffentlichung: 4. Dezember 2015 · Jeremih feat. Ty Dolla Sign; Verkäufe: 2.290.000; UK: Silber; US: ×2Doppelplatin |
| 2015 | Anything Goes The Buffet                                         | Erstveröffentlichung: 11. Dezember 2015 R. Kelly feat. Ty Dolla Sign                                                      |
| 2016 | Action Neffy Got Wings                                           | Erstveröffentlichung: 22. Januar 2016 Nef the Pharaoh feat. Eric Bellinger & Ty Dolla Sign                                |
| 2016 | Jam Islah                                                        | Erstveröffentlichung: 29. Januar 2016 Kevin Gates feat. Jamie Foxx, Trey Songz & Ty Dolla Sign                            |
| 2016 | Lit Khalifa                                                      | Erstveröffentlichung: 5. Februar 2016 Wiz Khalifa feat. Ty Dolla Sign                                                     |
| 2016 | Fade The Life of Pablo                                           | Erstveröffentlichung: 14. Februar 2016 Kanye West feat. Post Malone & Ty Dolla Sign                                       |
| 2016 | Real Friends The Life of Pablo                                   | Erstveröffentlichung: 14. Februar 2016 Kanye West feat. Ty Dolla Sign                                                     |
| 2016 | She Don’t Time                                                   | Erstveröffentlichung: 15. Februar 2016 · Ella Mai feat. Ty Dolla Sign; Verkäufe: + 730.000; UK: Silber; US: Gold          |
| 2016 | I Love You Always Strive and Prosper                             | Erstveröffentlichung: 22. April 2016 ASAP Ferg feat. Chris Brown & Ty Dolla Sign                                          |
| 2016 | Work from Home 7/27                                              | Erstveröffentlichung: 27. Mai 2016 Fifth Harmony feat. Ty Dolla Sign                                                      |
| 2016 | Bacon Last Year Was Complicated                                  | Erstveröffentlichung: 10. Juni 2016 Nick Jonas feat. Ty Dolla Sign                                                        |
| 2016 | Thought It Summer on Sunset                                      | Erstveröffentlichung: 17. Juni 2016 Wale feat. Joe Moses & Ty Dolla Sign                                                  |
| 2016 | Gangster Rare                                                    | Erstveröffentlichung: 15. Juli 2016 PJ feat. Ty Dolla Sign                                                                |
| 2016 | Been a Long Time Cold Summer                                     | Erstveröffentlichung: 16. September 2016 DJ Mustard feat. Ty Dolla Sign & YG                                              |
| 2016 | Cinderella The Divine Feminine                                   | Erstveröffentlichung: 16. September 2016 · Mac Miller feat. Ty Dolla Sign; Verkäufe: + 1.000.000; US: Platin              |
| 2016 | Lil Baby Cold Summer                                             | Erstveröffentlichung: 16. September 2016 DJ Mustard feat. Ty Dolla Sign                                                   |
| 2016 | What These Bitches Want Cold Summer                              | Erstveröffentlichung: 16. September 2016 DJ Mustard feat. Nipsey Hussle, Meek Mill & Ty Dolla Sign                        |
| 2016 | This Big For the Culture                                         | Erstveröffentlichung: 5. Oktober 2016 DJ SpinKing feat. 50 Cent, Jeremih & Ty Dolla Sign                                  |
| 2016 | Lil Baby Hibachi for Lunch                                       | Erstveröffentlichung: 28. Oktober 2016 2 Chainz feat. Ty Dolla Sign                                                       |
| 2016 | Outkast Inzombia                                                 | Erstveröffentlichung: 11. November 2016 Belly feat. Ty Dolla Sign                                                         |
| 2017 | Hanging Up My Jersey Goin Thru the Motions                       | Erstveröffentlichung: 13. Januar 2017 PnB Rock feat. Ty Dolla Sign                                                        |
| 2017 | B.E.D (Pt. 2) Since You Playin’                                  | Erstveröffentlichung: 25. Januar 2017 Nash B & Jacquees feat. Quavo & Ty Dolla Sign                                       |
| 2017 | Kill Drogas Light                                                | Erstveröffentlichung: 10. Februar 2017 Lupe Fiasco feat. Victoria Monét & Ty Dolla Sign                                   |
| 2017 | NGL Drogas Light                                                 | Erstveröffentlichung: 10. Februar 2017 Lupe Fiasco feat. Ty Dolla Sign                                                    |
| 2017 | Better on Me Climate Change                                      | Erstveröffentlichung: 17. März 2017 Pitbull feat. Ty Dolla Sign                                                           |
| 2017 | So Good                                                          | Erstveröffentlichung: 17. März 2017 Zara Larsson feat. Ty Dolla Sign                                                      |
| 2017 | Back Out The Chang Project                                       | Erstveröffentlichung: 28. April 2017 Nef the Pharaoh feat. Ty Dolla Sign                                                  |
| 2017 | Infinite Stripes 9                                               | Erstveröffentlichung: 28. April 2017 Cashmere Cat feat. Ty Dolla Sign                                                     |
| 2017 | F with U 7 Series                                                | Erstveröffentlichung: 5. Mai 2017 Kid Ink feat. Ty Dolla Sign                                                             |
| 2017 | 4 Lit Ether                                                      | Erstveröffentlichung: 12. Mai 2017 B.o.B feat. T.I. & Ty Dolla Sign                                                       |
| 2017 | Trap Paris Bloom                                                 | Erstveröffentlichung: 12. Mai 2017 Machine Gun Kelly feat. Quavo & Ty Dolla Sign                                          |
| 2017 | It’s a Vibe Pretty Girls Like Trap Music                         | Erstveröffentlichung: 16. Juni 2017 2 Chainz feat. Trey Songz & Ty Dolla Sign                                             |
| 2017 | Leave Me Alone 7 Series                                          | Erstveröffentlichung: 23. Juni 2017 Berner feat. Wiz Khalifa, Styles P & Ty Dolla Sign                                    |
| 2017 | Rain Come Down Big Fish Theory                                   | Erstveröffentlichung: 23. Juni 2017 Vince Staples feat. Ty Dolla Sign                                                     |
| 2017 | Anything U Want Girl Disrupted                                   | Erstveröffentlichung: 7. Juli 2017 Sevyn Streeter feat. Jeremih, Wiz Khalifa & Ty Dolla Sign                              |
| 2017 | Fallen Girl Disrupted                                            | Erstveröffentlichung: 7. Juli 2017 Sevyn Streeter feat. Ty Dolla Sign & Cam Wallace                                       |
| 2017 | Dirty Wine Sounds from the Other Side                            | Erstveröffentlichung: 14. Juli 2017 Wizkid feat. Ty Dolla Sign                                                            |
| 2017 | One for Me Sounds from the Other Side                            | Erstveröffentlichung: 14. Juli 2017 Wizkid feat. Ty Dolla Sign                                                            |
| 2017 | Whatever You Need Wins & Losses                                  | Erstveröffentlichung: 21. Juli 2017 Meek Mill feat. Chris Brown & Ty Dolla Sign                                           |
| 2017 | We Could Be Free The Autobiography                               | Erstveröffentlichung: 28. Juli 2017 Vic Mensa feat. Ty Dolla Sign                                                         |
| 2017 | Bad Bitch All Your Fault Pt. 1                                   | Erstveröffentlichung: 31. Juli 2017 Bebe Rexha feat. Ty Dolla Sign                                                        |
| 2017 | Veggies Good for You                                             | Erstveröffentlichung: 8. September 2017 Aminé feat. Ty Dolla Sign                                                         |
| 2017 | Blessings All Things Work Together                               | Erstveröffentlichung: 22. September 2017 Lecrae feat. Ty Dolla Sign                                                       |
| 2017 | Go Get Sum Mo Thinking Out Loud                                  | Erstveröffentlichung: 20. Oktober 2017 Young Dolph feat. 2 Chainz, Gucci Mane & Ty Dolla Sign                             |
| 2017 | Only 4 Me Heartbreak on a Full Moon                              | Erstveröffentlichung: 3. November 2017 Chris Brown feat. Verse Simmonds & Ty Dolla Sign                                   |
| 2017 | 2 Fine Oblivion                                                  | Erstveröffentlichung: 17. November 2017 T-Pain feat. Ty Dolla Sign                                                        |
| 2017 | Too Many Ways Courtesy of Half-A-Mil                             | Erstveröffentlichung: 24. November 2017 Dom Kennedy feat. Hit-Boy & Ty Dolla Sign                                         |
| 2017 | Ain’t Nothing Rubba Band Business                                | Erstveröffentlichung: 8. Dezember 2017 Juicy J feat. Wiz Khalifa & Ty Dolla Sign                                          |
| 2018 | Play Your Roll Platinum Fire                                     | Erstveröffentlichung: 16. Januar 2018 Berner feat. Ty Dolla Sign                                                          |
| 2018 | White Sand Culture II                                            | Erstveröffentlichung: 26. Januar 2018 Migos feat. Big Sean, Travis Scott & Ty Dolla Sign                                  |
| 2018 | Take Platinum Fire                                               | Erstveröffentlichung: 9. März 2018 Arin Ray feat. Ty Dolla Sign                                                           |
| 2018 | Breather Just Cause Y’all Waited                                 | Erstveröffentlichung: 30. März 2018 Lil Durk feat. Ty Dolla Sign                                                          |
| 2018 | Me So Bad Joyride                                                | Erstveröffentlichung: 13. April 2018 Tinashe feat. French Montana & Ty Dolla Sign                                         |
| 2018 | The Love Not for Sale                                            | Erstveröffentlichung: 20. April 2018 Smoke DZA feat. Ty Dolla Sign                                                        |
| 2018 | Psycho Beerbongs & Bentleys                                      | Erstveröffentlichung: 27. April 2018 Post Malone feat. Ty Dolla Sign                                                      |
| 2018 | Freee (Ghost Town Pt. 2) Kids See Ghosts                         | Erstveröffentlichung: 8. Juni 2018 Kids See Ghosts feat. Ty Dolla Sign                                                    |
| 2018 | Accelerate Liberation                                            | Erstveröffentlichung: 15. Juni 2018 Christina Aguilera feat. 2 Chainz & Ty Dolla Sign                                     |
| 2018 | After Dark Scorpion                                              | Erstveröffentlichung: 29. Juni 2018 Drake feat. Static Major & Ty Dolla Sign                                              |
| 2018 | Jaded Scorpion                                                   | Erstveröffentlichung: 29. Juni 2018 Drake feat. Ty Dolla Sign                                                             |
| 2018 | Something New Rolling Papers II                                  | Erstveröffentlichung: 13. Juli 2018 Wiz Khalifa feat. Ty Dolla Sign                                                       |
| 2018 | Take It Away Nova                                                | Erstveröffentlichung: 27. Juli 2018 RL Grime feat. Ty Dolla Sign                                                          |
| 2018 | Power Stay Dangerous                                             | Erstveröffentlichung: 3. August 2018 YG feat. Ty Dolla Sign                                                               |
| 2018 | Choose Up Rico                                                   | Erstveröffentlichung: 6. September 2018 Berner feat. DJ Quik & Ty Dolla Sign                                              |
| 2018 | Trust Me 15                                                      | Erstveröffentlichung: 18. September 2018 Bhad Bhabie feat. Ty Dolla Sign                                                  |
| 2018 | Thugz Mansion Gangland Landlord                                  | Erstveröffentlichung: 5. Oktober 2018 Mozzy feat. Ty Dolla Sign & YG                                                      |
| 2018 | 100 Grand Signed to the Streets 3                                | Erstveröffentlichung: 9. November 2018 Lil Durk feat. A Boogie wit da Hoodie & Ty Dolla Sign                              |
| 2018 | The Distance Caution                                             | Erstveröffentlichung: 16. November 2018 Mariah Carey feat. Ty Dolla Sign                                                  |
| 2018 | Think About Us LM5                                               | Erstveröffentlichung: 16. November 2018 Little Mix feat. Ty Dolla Sign                                                    |
| 2018 | Shootin Shots 11                                                 | Erstveröffentlichung: 28. November 2018 Trey Songz feat. Ty Dolla Sign                                                    |
| 2019 | Benz Boys 2009                                                   | Erstveröffentlichung: 8. Februar 2019 Curren$y feat. Wiz Khalifa & Ty Dolla Sign                                          |
| 2019 | Bubble Valentino Twenty                                          | Erstveröffentlichung: 14. Februar 2019 24hrs feat. Ty Dolla Sign                                                          |
| 2019 | Girl’s Best Friend Rap or Go to the League                       | Erstveröffentlichung: 1. März 2019 2 Chainz feat. Ty Dolla Sign                                                           |
| 2019 | OTW Suncity (Vinyl Edition)                                      | Erstveröffentlichung: 13. März 2019 Khalid feat. 6lack & Ty Dolla Sign                                                    |
| 2019 | Woah The World Is Yours 2                                        | Erstveröffentlichung: 22. März 2019 Rich the Kid feat. Miguel & Ty Dolla Sign                                             |
| 2019 | Lies CrasH Talk                                                  | Erstveröffentlichung: 26. April 2019 ScHoolboy Q feat. Ty Dolla Sign & YG                                                 |
| 2019 | Tu vecina 11:11                                                  | Erstveröffentlichung: 17. Mai 2019 Maluma feat. Ty Dolla Sign                                                             |
| 2019 | Do Yo Dance 4Real 4Real                                          | Erstveröffentlichung: 24. Mai 2019 YG feat. Kamaiyah, Mitch, RJ & Ty Dolla Sign                                           |
| 2019 | Do You Mean World War Joy … Call You Mine                        | Erstveröffentlichung: 31. Mai 2019 The Chainsmokers feat. Bülow & Ty Dolla Sign                                           |
| 2019 | Got Me 1-888-88-Dream                                            | Erstveröffentlichung: 12. Juni 2019 Dreamville feat. Ari Lennox, Omen & Ty Dolla Sign                                     |
| 2019 | Surface Perfect Ten                                              | Erstveröffentlichung: 28. Juni 2019 Mustard feat. Ella Mai & Ty Dolla Sign                                                |
| 2019 | Two Nights (Part II) Still Sad Still Sexy                        | Erstveröffentlichung: 26. Juli 2019 Lykke Li feat. Skrillex & Ty Dolla Sign                                               |
| 2019 | Way Back Home The Lost Boy                                       | Erstveröffentlichung: 26. Juli 2019 YBN Cordae feat. Ty Dolla Sign                                                        |
| 2019 | Ride Floor Seats                                                 | Erstveröffentlichung: 16. August 2019 ASAP Ferg feat. Ty Dolla Sign                                                       |
| 2019 | 4Play TM104: The Legend of The Snowman                           | Erstveröffentlichung: 23. August 2019 Jeezy feat. Ty Dolla Sign                                                           |
| 2019 | Nights Like This While We Wait                                   | Erstveröffentlichung: 22. September 2019 Kehlani feat. Ty Dolla Sign                                                      |
| 2019 | Treehouse You                                                    | Erstveröffentlichung: 18. Oktober 2019 James Arthur feat. Shotty Horroh & Ty Dolla Sign                                   |
| 2019 | Everything We Need Jesus Is King                                 | Erstveröffentlichung: 25. Oktober 2019 Kanye West feat. Ant Clemons & Ty Dolla Sign                                       |
| 2019 | Best Friend 2Sides (Side 1)                                      | Erstveröffentlichung: 8. November 2019 Jason Derulo feat. Ty Dolla Sign                                                   |
| 2019 | Bacc Seat Please Excuse Me for Being Antisocial                  | Erstveröffentlichung: 6. Dezember 2019 · Roddy Ricch feat. Ty Dolla Sign · Verkäufe: + 700.000; UK: Silber; US: Gold      |
| 2020 | Like That Untrapped                                              | Erstveröffentlichung: 31. Januar 2020 Yo Gotti feat. A Boogie wit da Hoodie & Ty Dolla Sign                               |
| 2020 | Need Your Best Ignatius                                          | Erstveröffentlichung: 6. März 2020 Jadakiss feat. Ty Dolla Sign                                                           |
| 2020 | Party for Me Chilombo                                            | Erstveröffentlichung: 6. März 2020 Jhené Aiko feat. Ty Dolla Sign                                                         |
| 2020 | Fair Chance It Is What It Is                                     | Erstveröffentlichung: 3. April 2020 Thundercat feat. Lil B & Ty Dolla Sign                                                |
| 2020 | Head Down Los Meros                                              | Erstveröffentlichung: 17. April 2020 B-Real & Berner feat. Ty Dolla Sign                                                  |
| 2020 | On the Wall Los Meros                                            | Erstveröffentlichung: 17. April 2020 B-Real & Berner feat. Ty Dolla Sign                                                  |
| 2020 | Y U Mad The Saga of Wiz Khalifa                                  | Erstveröffentlichung: 20. April 2020 Wiz Khalifa feat. Megan Thee Stallion, DJ Mustard & Ty Dolla Sign                    |
| 2020 | Don’t Stop Trapped on Cleveland 3                                | Erstveröffentlichung: 7. August 2020 Lil Keed feat. Ty Dolla Sign                                                         |
| 2020 | All I Need Djesse Vol. 3                                         | Erstveröffentlichung: 14. August 2020 Jacob Collier feat. Mahalia & Ty Dolla Sign                                         |
| 2020 | Body Language Detroit 2                                          | Erstveröffentlichung: 4. September 2020 Big Sean feat. Jhené Aiko & Ty Dolla Sign                                         |
| 2020 | Cosmos Voyager                                                   | Erstveröffentlichung: 11. September 2020 Paul Epworth feat. Ty Dolla Sign                                                 |
| 2020 | Surgery My Life 4Hunnid                                          | Erstveröffentlichung: 2. Oktober 2020 YG feat. Gunna & Ty Dolla Sign                                                      |
| 2020 | Safety Net Positions                                             | Erstveröffentlichung: 30. Oktober 2020 Ariana Grande feat. Ty Dolla Sign                                                  |
| 2020 | She Gone Pop It The Hustle Continues                             | Erstveröffentlichung: 27. November 2020 Juicy J feat. Megan Thee Stallion & Ty Dolla Sign                                 |
| 2020 | Chosen No Love Lost (Deluxe Edition)                             | Erstveröffentlichung: 4. Dezember 2020 BLXST feat. Ty Dolla Sign & Tyga                                                   |
| 2020 | Favorite Bitch Music to Be Murdered By – Side B (Deluxe Edition) | Erstveröffentlichung: 18. Dezember 2020 Eminem feat. Ty Dolla Sign                                                        |
| 2021 | Can’t Go for That So Help Me God!                                | Erstveröffentlichung: 22. Januar 2021 2 Chainz feat. Lil Duval & Ty Dolla Sign                                            |
| 2021 | Do You Believe The Idea of Her                                   | Erstveröffentlichung: 26. März 2021 Ali Gatie feat. Marshmello & Ty Dolla Sign                                            |
| 2021 | Still (Family) Visionland                                        | Erstveröffentlichung: 26. März 2021 YBN Nahmir feat. Ty Dolla Sign                                                        |
| 2021 | My Dear Love Better Mistakes                                     | Erstveröffentlichung: 7. Mai 2021 Bebe Rexha feat. Trevor Daniel & Ty Dolla Sign                                          |
| 2021 | Back of My Mind                                                  | Erstveröffentlichung: 18. Juni 2021 H.E.R. feat. Ty Dolla Sign                                                            |
| 2021 | WusYaName Call Me If You Get Lost                                | Erstveröffentlichung: 25. Juni 2021 Tyler, the Creator feat. Ty Dolla Sign & YoungBoy Never Broke Again                   |
| 2021 | Drink You Away The Cave Sessions Vol. 1                          | Erstveröffentlichung: 27. August 2021 Diane Warren feat. Ty Dolla Sign                                                    |
| 2021 | Junya, Pt. 2 Donda                                               | Erstveröffentlichung: 29. August 2021 Kanye West feat. Playboi Carti & Ty Dolla Sign                                      |
| 2021 | Get Along Better Certified Lover Boy                             | Erstveröffentlichung: 3. September 2021 Drake feat. Ty Dolla Sign                                                         |
| 2021 | No More These Things Happen Too                                  | Erstveröffentlichung: 24. September 2021 G-Eazy feat. Ty Dolla Sign                                                       |
| 2021 | Striptease They Got Amnesia                                      | Erstveröffentlichung: 19. November 2021 French Montana feat. Latto & Ty Dolla Sign                                        |
| 2021 | Oops (I’m Sorry) It’s Not You, It’s Me                           | Erstveröffentlichung: 10. Dezember 2021 Lost Kings feat. Gashi & Ty Dolla Sign                                            |
| 2021 | Slow It Down Live Life Fast                                      | Erstveröffentlichung: 17. Dezember 2021 Roddy Ricch feat. Alex Isley & Ty Dolla Sign                                      |
| 2022 | No Drama Trap Cake, Vol. 2                                       | Erstveröffentlichung: 25. Februar 2022 Rauw Alejandro feat. Ty Dolla Sign                                                 |
| 2022 | Gimme Your Number Versions of Me                                 | Erstveröffentlichung: 12. April 2022 Anitta feat. Ty Dolla Sign                                                           |
| 2022 | Lifetime Paradise Again                                          | Erstveröffentlichung: 15. April 2022 Swedish House Mafia feat. 070 Shake & Ty Dolla Sign                                  |
| 2022 | Only Fanz Scorcha                                                | Erstveröffentlichung: 27. Mai 2022 Sean Paul feat. Ty Dolla Sign                                                          |
| 2022 | Change the Game Drillmatic – Heart vs. Mind                      | Erstveröffentlichung: 12. August 2022 The Game feat. Ty Dolla Sign                                                        |
| 2022 | Splash Legend                                                    | Erstveröffentlichung: 9. September 2022 John Legend feat. Jhené Aiko & Ty Dolla Sign                                      |
| 2022 | Can’t Shake Her Entergalactic                                    | Erstveröffentlichung: 30. September 2022 Kid Cudi feat. Ty Dolla Sign                                                     |
| 2022 | Willing to Trust Entergalactic                                   | Erstveröffentlichung: 30. September 2022 Kid Cudi feat. Ty Dolla Sign                                                     |
| 2022 | #1 Freak Feed Tha Streets III                                    | Erstveröffentlichung: 18. November 2022 Roddy Ricch feat. Ty Dolla Sign                                                   |
| 2023 | She Know Lil Pump 2                                              | Erstveröffentlichung: 17. März 2023 Lil Pump feat. Ty Dolla Sign                                                          |
| 2023 | Waterfalls Love Scars II                                         | Erstveröffentlichung: 14. April 2023 Yung Bleu feat. Ty Dolla Sign                                                        |
| 2023 | Mind Your Business The Love Album: Off the Grid                  | Erstveröffentlichung: 15. September 2023 Diddy feat. Kehlani & Ty Dolla Sign                                              |
| 2023 | Reachin’ The Love Album: Off the Grid                            | Erstveröffentlichung: 15. September 2023 Diddy feat. Coco Jones & Ty Dolla Sign                                           |
| 2024 | Swalla Nu King                                                   | Erstveröffentlichung: 16. Februar 2024 Jason Derulo feat. Nicki Minaj & Ty Dolla Sign                                     |
| 2024 | Dream Girl Bird’s Eye                                            | Erstveröffentlichung: 9. August 2024 Ravyn Lenae feat. Ty Dolla Sign                                                      |
| 2025 | We Need All Da Vibes Music                                       | Erstveröffentlichung: 14. März 2025 Playboi Carti feat. Ty Dolla Sign & Young Thug                                        |
| 2025 | Dallax Ferxxo Vol X: Sagrado                                     | Erstveröffentlichung: 9. Juni 2025 Feid feat. Ty Dolla Sign                                                               |
| 2025 | New Sofas ADHD 2                                                 | Erstveröffentlichung: 18. Juli 2025 Joyner Lucas feat. Chris Brown                                                        |

| Jahr | Titel Album                                     | Anmerkungen                                                          |
| ---- | ----------------------------------------------- | -------------------------------------------------------------------- |
| 2020 | Alone for Christmas Still Home for the Holidays | Erstveröffentlichung: 6. November 2020 feat. Kiana Ledé              |
| 2021 | GYU Snoop Dogg Presents Algorithm               | Erstveröffentlichung: 19. November 2021 mit August 08 & Bino Rideaux |

| Jahr | Titel Soundtrack                                | Anmerkungen |
| ---- | ----------------------------------------------- | --- |
| 2014 | Shell Shocked Teenage Mutant Ninja Turtles      | Erstveröffentlichung: 5. August 2014 mit Juicy J & Wiz Khalifa feat. Kill the Noise & Madsonik                   |
| 2016 | Sucker for Pain Suicide Squad                   | Erstveröffentlichung: 5. August 2016 mit Imagine Dragons, Wiz Khalifa, Logic, Lil Wayne & X Ambassadors          |
| 2017 | In My Foreign xXx: Die Rückkehr des Xander Cage | Erstveröffentlichung: 27. Januar 2017 The Americanos feat. French Montana, Lil Yachty, Nicky Jam & Ty Dolla Sign |
| 2017 | Don’t Get Much Better Fast & Furious 8          | Erstveröffentlichung: 14. April 2017 mit Jeremih & Sage the Gemini                                               |
| 2017 | Swalla Fack ju Göhte 3                          | Erstveröffentlichung: 17. November 2017 Jason Derulo feat. Nicki Minaj & Ty Dolla Sign                           |
| 2017 | Darkside Bright                                 | Erstveröffentlichung: 15. Dezember 2017 mit Future feat. Kiiara                                                  |
| 2018 | The Other Side Greatest Showman                 | Erstveröffentlichung: 16. November 2018 mit Max Schneider                                                        |
| 2018 | Scared of the Dark Spider-Man: A New Universe   | Erstveröffentlichung: 14. Dezember 2018 · Verkäufe: + 240.000; UK: Silber; mit Lil Wayne feat. XXXTentacion      |
| 2021 | I Won Fast & Furious 9                          | Erstveröffentlichung: 17. Juni 2021 mit 24kGoldn & Jack Harlow                                                   |
| 2023 | Let’s Ride Fast & Furious 10                    | Erstveröffentlichung: 16. Juni 2023 mit Bone Thugs-N-Harmony, Lambo4oe, The Notorious B.I.G. & YG                |

## Statistik

### Chartauswertung
Die folgenden Statistiken bieten eine Übersicht der Charterfolge von Ty Dolla Sign in den Album- und Singlecharts. Es ist zu beachten, dass bei den Singles nur Interpretationen und keine Autorenbeteiligungen oder Produktionen berücksichtigt werden.
|                     | DE    | AT    | CH    | UK    | US    |
| ------------------- | ----- | ----- | ----- | ----- | ----- |
| Nummer-eins-Alben   | DE1DE | AT1AT | CH1CH | UK—UK | US1US |
| Top-10-Alben        | DE2DE | AT2AT | CH2CH | UK2UK | US3US |
| Alben in den Charts | DE3DE | AT2AT | CH3CH | UK5UK | US7US |

|                       | DE     | AT    | CH     | UK     | US     |
| --------------------- | ------ | ----- | ------ | ------ | ------ |
| Nummer-eins-Singles   | DE—DE  | AT—AT | CH—CH  | UK—UK  | US2US  |
| Top-10-Singles        | DE4DE  | AT5AT | CH2CH  | UK4UK  | US3US  |
| Singles in den Charts | DE12DE | AT8AT | CH15CH | UK25UK | US54US |

### Auszeichnungen für Musikverkäufe
Das Lied Liquor Locker (Verkäufe: + 500.000) wurde weder als Single veröffentlicht, noch konnte es sich aufgrund von Downloads oder Streaming in den Charts platzieren, dennoch erhielt es Schallplattenauszeichnungen.
| Land/RegionAuszeichnungen für Musikverkäufe (Land/Region, Auszeichnungen, Verkäufe, Quellen) | Silber       | Gold       | Platin         | Diamant     | Verkäufe   | Quellen              |
| -------------------------------------------------------------------------------------------- | ------------ | ---------- | -------------- | ----------- | ---------- | -------------------- |
| Australien (ARIA)                                                                            | —            | 4× Gold4   | 39× Platin39   | —           | 2.870.000  | aria.com.au          |
| Belgien (BRMA)                                                                               | —            | 4× Gold4   | 4× Platin4     | —           | 205.000    | ultratop.be          |
| Brasilien (PMB)                                                                              | —            | 6× Gold6   | 8× Platin8     | 3× Diamant3 | 930.000    | pro-musicabr.org.br  |
| Dänemark (IFPI)                                                                              | —            | 6× Gold6   | 16× Platin16   | —           | 1.465.000  | ifpi.dk              |
| Deutschland (BVMI)                                                                           | —            | 4× Gold4   | 8× Platin8     | —           | 3.650.000  | musikindustrie.de    |
| Frankreich (SNEP)                                                                            | —            | 4× Gold4   | Platin1        | 2× Diamant2 | 1.044.899  | snepmusique.com      |
| Griechenland (IFPI)                                                                          | —            | Gold1      | —              | —           | 10.000     | Einzelnachweise      |
| Italien (FIMI)                                                                               | —            | 3× Gold3   | 14× Platin14   | —           | 850.000    | fimi.it              |
| Japan (RIAJ)                                                                                 | —            | Gold1      | —              | —           | —          | riaj.or.jp           |
| Kanada (MC)                                                                                  | —            | 8× Gold8   | 28× Platin28   | Diamant1    | 3.670.000  | musiccanada.com      |
| Malaysia (RIM)                                                                               | —            | —          | Platin1        | —           | 200.000    | Einzelnachweise      |
| Mexiko (AMPROFON)                                                                            | —            | 2× Gold2   | 5× Platin5     | —           | 360.000    | amprofon.com.mx      |
| Neuseeland (RMNZ)                                                                            | —            | 11× Gold11 | 37× Platin37   | —           | 1.230.000  | radioscope.co.nz NZ2 |
| Niederlande (NVPI)                                                                           | —            | —          | 5× Platin5     | —           | 240.000    | nvpi.nl              |
| Norwegen (IFPI)                                                                              | —            | 2× Gold2   | Platin1        | —           | 120.000    | ifpi.no NO2 NO3      |
| Österreich (IFPI)                                                                            | —            | 3× Gold3   | 2× Platin2     | —           | 105.000    | ifpi.at              |
| Polen (ZPAV)                                                                                 | —            | 3× Gold3   | 9× Platin9     | —           | 375.000    | olis.pl              |
| Portugal (AFP)                                                                               | —            | Gold1      | 6× Platin6     | —           | 65.000     | Einzelnachweise      |
| Schweden (IFPI)                                                                              | —            | 2× Gold2   | 11× Platin11   | —           | 560.000    | sverigetopplistan.se |
| Schweiz (IFPI)                                                                               | —            | 2× Gold2   | Platin1        | —           | 60.000     | hitparade.ch         |
| Spanien (Promusicae)                                                                         | —            | 2× Gold2   | 8× Platin8     | —           | 420.000    | elportaldemusica.es  |
| Vereinigte Staaten (RIAA)                                                                    | —            | 18× Gold18 | 74× Platin74   | Diamant1    | 93.000.000 | riaa.com             |
| Vereinigtes Königreich (BPI)                                                                 | 15× Silber15 | 6× Gold6   | 18× Platin18   | —           | 16.360.000 | bpi.co.uk            |
| Insgesamt                                                                                    | 15× Silber15 | 93× Gold93 | 296× Platin296 | 7× Diamant7 |            |                      |